# Francis Jammes
Vous lisez un « bon article » labellisé en 2022.
Pour les articles homonymes, voir Jammes.
Francis Jammes (prononcer [ʒam] et non [dʒɛms]), né le 2 décembre 1868 à Tournay (Hautes-Pyrénées) et mort le 1er novembre 1938 à Hasparren (Basses-Pyrénées, aujourd'hui Pyrénées-Atlantiques), est un poète et romancier français. 
Après avoir été refusé au baccalauréat de français, Jammes commence à écrire de la poésie vers 20 ans. Bien qu'il vive à l'écart des cercles littéraires d'avant-garde, il est remarqué par des auteurs parisiens qui l'encouragent, notamment André Gide et Paul Claudel avec qui il se lie d'amitié. Mais il ne reçoit cependant pas le succès qu'il espère, et publie en 1897 un manifeste satirique, le Jammisme, qui est pris au sérieux et fait des émules. Bien qu'il soit enfin reconnu et commenté par la critique, Jammes passe par plusieurs phases de désespoir et de doute, notamment après des échecs amoureux qui lui inspirent des poèmes et des romans.
Un tournant majeur a lieu dans sa vie en 1905, lorsqu'il revient à la foi, guidé sur cette voie par Paul Claudel depuis plusieurs années. Ses œuvres sont, à partir de ce moment, empreintes de ferveur catholique. Il épouse en 1907 une de ses admiratrices, avec qui il aura sept enfants. Mais si ses premières œuvres ont toujours du succès auprès des jeunes poètes et sont rééditées, ses œuvres chrétiennes peinent à trouver leur public, étant rejetées à la fois par l'avant-garde et par les lecteurs traditionalistes.
Après trente-trois ans passés dans la petite ville d'Orthez, il est contraint de déménager et s'installe en 1921 à Hasparren, au Pays basque. Son succès faiblit en France mais se maintient à l'étranger, principalement dans les pays germaniques. Jammes s'éloigne des milieux parisiens et se montre très critique envers les mouvements modernes, comme le surréalisme. Après un dernier voyage à Paris en 1937, pendant lequel il donne une conférence très bien accueillie par le public et la presse, sa santé décline et il meurt en novembre 1938.
Resté en marge des mouvements littéraires, Jammes développe un style caractérisé par sa simplicité dans la forme et le vocabulaire. Se comparant lui-même à un faune, il prône dans ses poèmes une vie simple et proche de la nature, avec une dimension religieuse importante après sa conversion. Il a exercé une grande influence sur les auteurs de son temps, notamment Alain-Fournier, François Mauriac ou Anna de Noailles.

## Biographie

### Origines et jeunesse (1868-1888)

#### «L'âge divin»

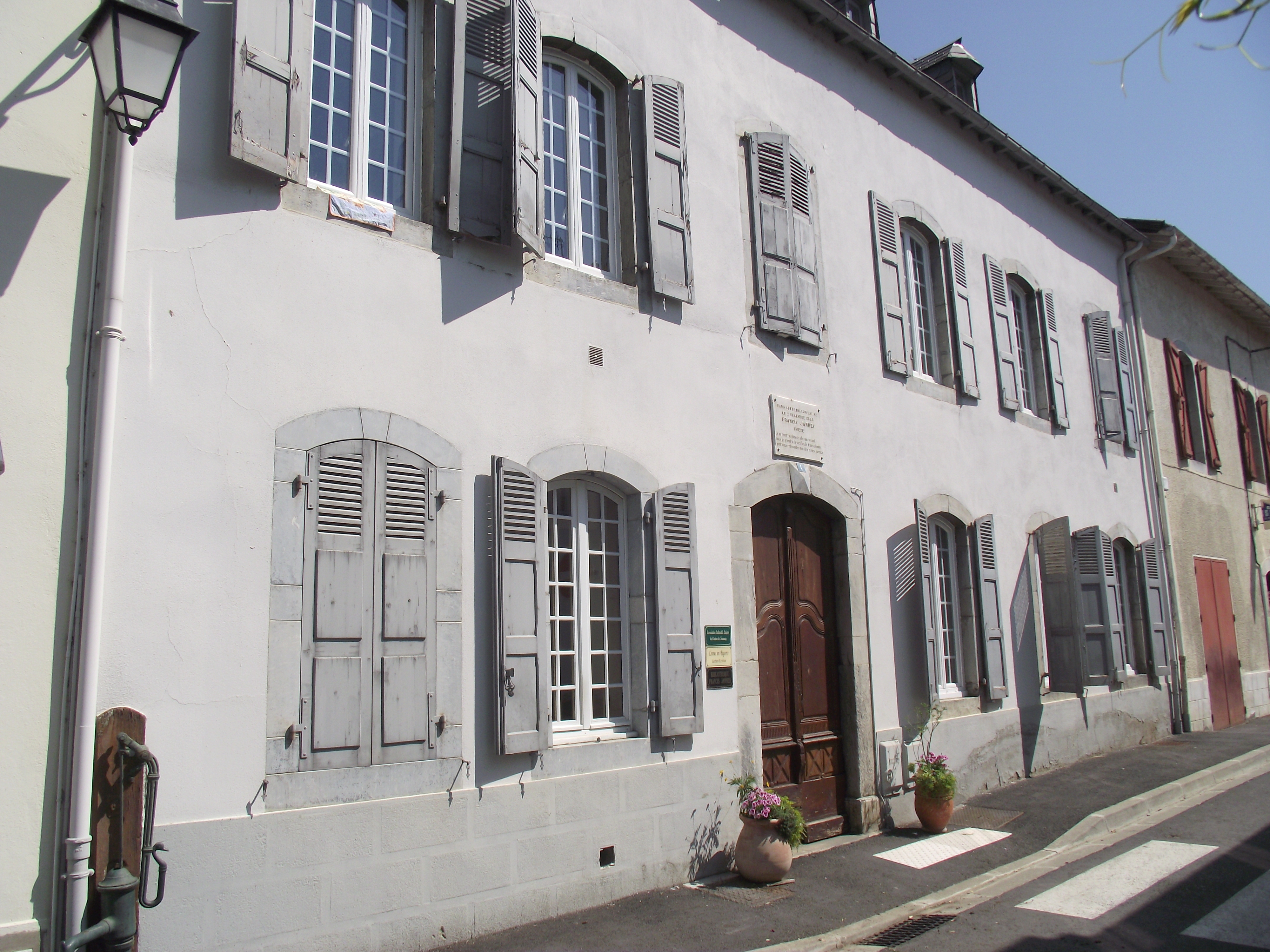
Maison natale à Tournay.

Le père de Francis Jammes, Louis-Victor Jammes (1831-1888), naît à la Guadeloupe d'un médecin français et d'une créole d'origine béarnaise. Encore enfant, il perd sa mère et est envoyé en France métropolitaine avec son frère pour être élevé par leurs tantes protestantes à Orthez,,. L'arrière-grand-père de Francis Jammes, catholique originaire de Cadalen, avait épousé une protestante d'Orthez. Selon la tradition, leurs fils sont élevés dans la religion du père et les filles dans la religion de la mère, d'où ces grand-tantes protestantes. Francis Jammes sera élevé dans la religion catholique et regrettera dans ses Mémoires « l'influence du milieu huguenot » sur son père.
Devenu receveur, Louis-Victor Jammes rencontre Anna Bellot (1841-1934), originaire des Basses-Alpes, qu'il épouse à Navarrenx en 1864,. Ils ont un premier enfant, Marguerite, née en 1866 à Villeréal,, puis Francis, né le 2 décembre 1868 à Tournay, dans les Pyrénées,,. Il passe les six premières années de sa vie à Tournay, une période qu'il appelle « l'âge divin » et dont il garde des souvenirs précis,. Il évoquera souvent dans ses poèmes le « havre d'air limpide » de la campagne autour de Tournay, et une petite cabane où son père l'emmène souvent, surnommée par eux « le Paradis ». Écolier, il supporte mal ses camarades grossiers et brutaux qui rendent « plutôt malheureux le petit garçon triste et sage », tel qu'il se décrit plus tard dans ses mémoires, et recherche plutôt la compagnie des fillettes,.
En 1875, son père part à Sauveterre-de-Guyenne où il a trouvé un emploi, et le reste de la famille s'installe à Pau, chez les grands-parents maternels de Francis, au passage Serviez (actuelle rue Alexander-Taylor),,. Il ne garde pas un souvenir très marquant de la ville, mais côtoie de nombreux personnages singuliers : son « oncle mexicain », qui a passé une partie de sa vie au Mexique et raconte des histoires à Francis, accompagné de son perroquet parlant ; ses grand-tantes protestantes ; son oncle paternel, marié à une créole de La Réunion et qui lui transmet la passion de la chasse ; enfin, son grand-père maternel, passionné de musique et de poésie, qui dit avoir rencontré Victor Hugo, Alfred de Musset, George Sand et Mimi Pinson,. Il lit à Francis Alphonse Daudet, Frédéric Mistral et Paul Arène, et lui dédicacera quelques années plus tard une édition de Don Quichotte : « À son petit-fils Francis et copain en poésie, le dernier des Romantiques »,.

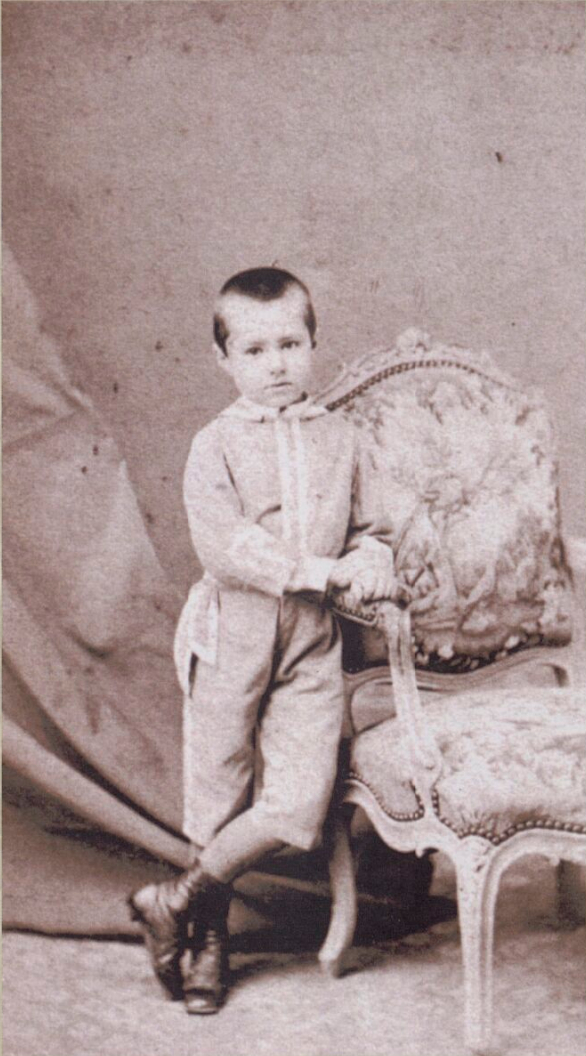
Francis Jammes en 1874.
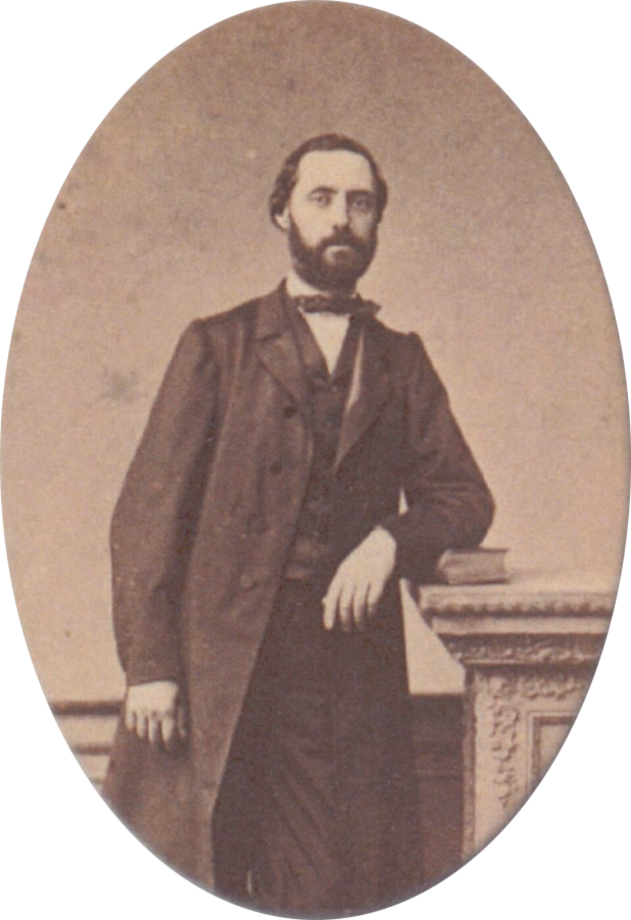
Le père du poète, Louis-Victor Jammes (1831-1888).
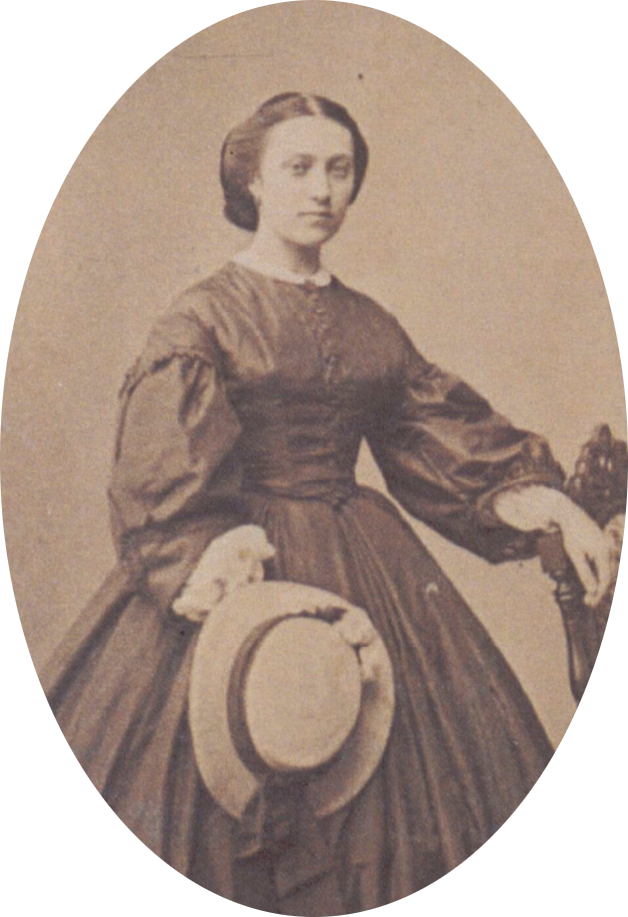
Sa mère, Anna Jammes née Bellot (1841-1934).
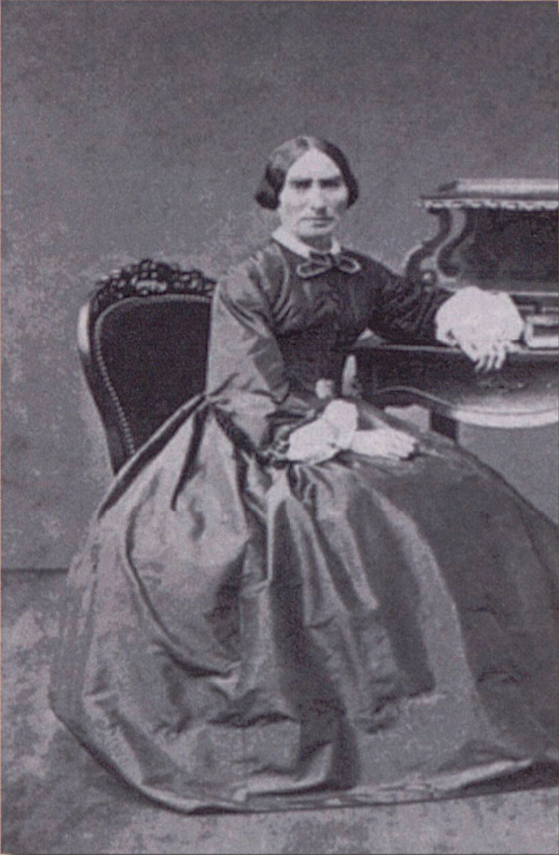
Clémence Jammes, l'une des grand-tantes protestantes de Francis.
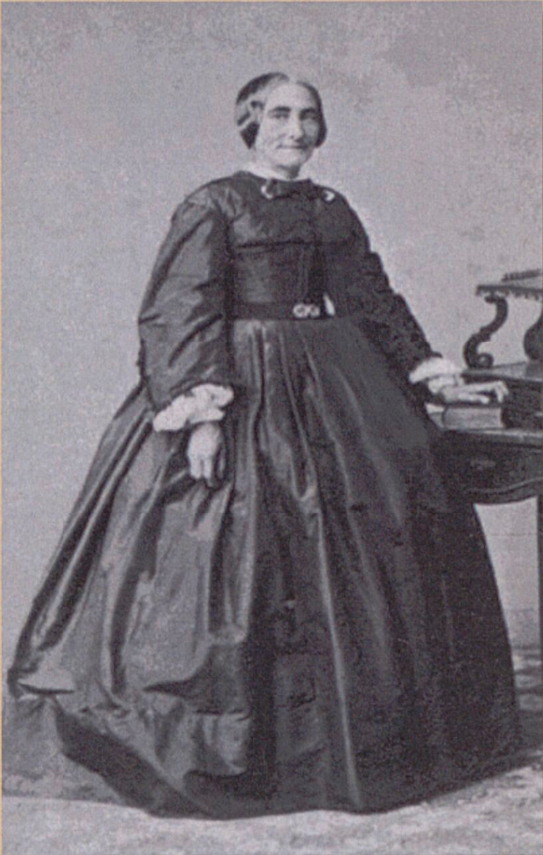
Célanire Jammes, deuxième grand-tante.
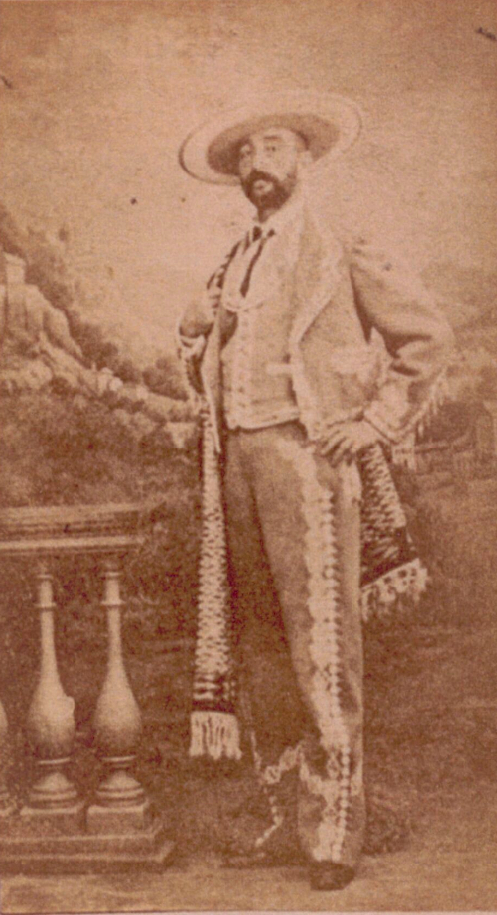
Ernest Daran, dit « l'oncle mexicain ».

#### «L'âge ingrat»et les premiers poèmes

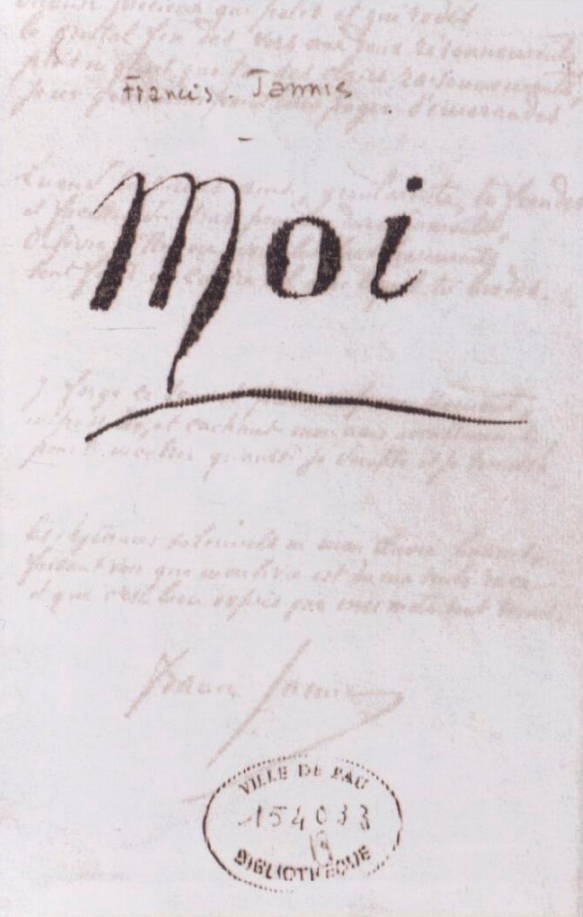
Première page du carnet Moi, 1888.

En 1876, Francis part vivre à Saint-Palais, au Pays basque, où son père est nommé receveur de l'enregistrement. Il supporte très mal l'école, la violence de ses camarades, et ne comprend pas ce qu'on veut lui apprendre ni l'utilité de la discipline scolaire,. Il revient chez ses grands-parents maternels en 1878, et a toujours des résultats scolaires désastreux. Il garde le souvenir d'une « période […] noire comme de l'encre, stérile comme le sol de l'étude ». Il revient chez sa famille en cours d'année et ils déménagent provisoirement à Orthez, chez une de ses grand-tantes protestantes. Enfin, son père est nommé receveur à Bordeaux,. La famille emménage au 196 cours des Fossés (actuel 15 rue Pasteur), de 1880 à 1888, période appelée par Francis « l'âge ingrat ».
À Bordeaux, Francis tente de s'évader du lycée (équivalent du collège actuel) : exploration du port, lecture de Jules Verne, expériences chimiques improvisées — dont une finit en explosion —, et longues promenades dans la campagne pour remplir son herbier et sa collection d'insectes. Cette passion débordante lui vaut des remontrances de ses professeurs, avec lesquels il entretient des relations généralement mauvaises.
C'est à Bordeaux qu'il vit son premier amour, pour une jeune fille qu'il voit coudre derrière sa fenêtre le soir, mais à qui il n'adressera jamais la parole,. Il se lie d'amitié avec un vieux naturaliste, s'éloigne de la religion et s'enthousiasme pour Charles Baudelaire. Adolescent renfermé et pessimiste, il est refusé au baccalauréat avec un zéro en explication française, sur le poème Vert-Vert de Jean-Baptiste Gresset.
C'est à l'été 1888, chez son oncle mexicain ou bien à Bordeaux, qu'il aurait écrit ses premiers poèmes, dans un carnet qu'il intitule « Moi ». Ce sont des poèmes en vers libres avec des assonances, d'une « simplicité intégrale » et d'une « sensibilité suraiguë » selon son biographe Robert Mallet. Il y décrit ses sentiments, ses souffrances et ses humiliations, mais aussi la vie rustique dans des termes simples et usuels,.

### Débuts du«jammisme»(1888-1905)

#### Installation à Orthez

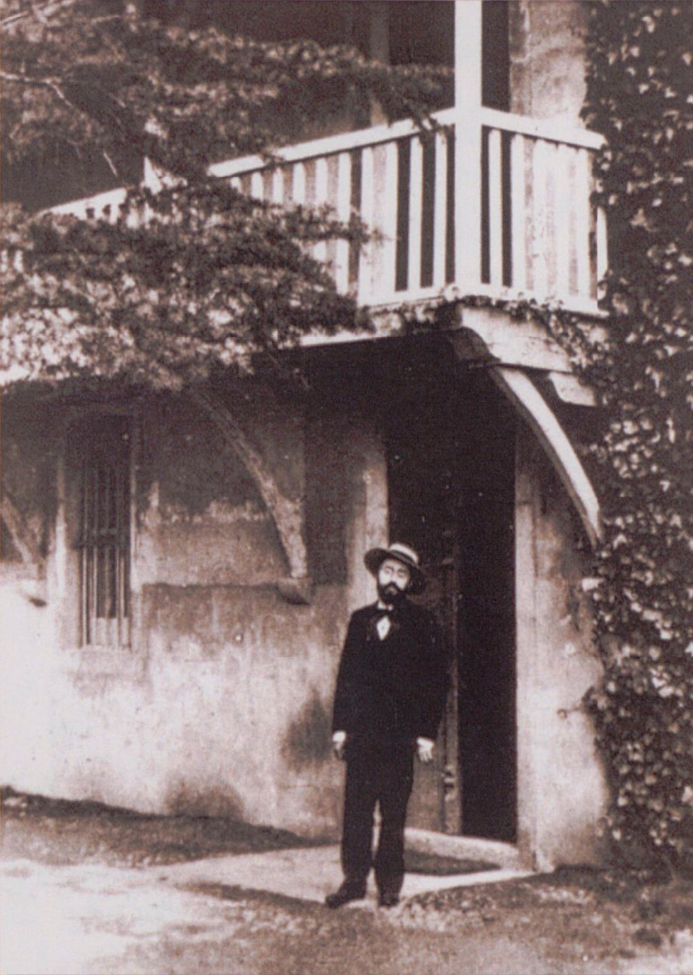
Jammes devant la Maison Chrestia, où il habite de 1897 à 1907.

Jammes voit son père mourir subitement d'une crise d'étouffement le 3 décembre 1888. Il s'installe avec sa mère et sa sœur à Orthez, où il passera trente-trois ans,. La « tristesse morne » de cette ville calme et monotone lui remonte pourtant le moral. Il se plaît avec les « gens très simples » dont il recherche la compagnie, et écrit : « Orthez m'a rendu la santé, peut-être même dirai-je la vie. J'y arrivai, à la fin de cette année 1888, dans un état de dépression nerveuse dont je n'aurais jamais pensé pouvoir triompher »,,. Étant le fils unique d'une veuve, il est exempté de service militaire. Sa mère s'inquiète de le voir rester oisif, et l'envoie effectuer un stage comme clerc d'avoué chez un notaire. Il se montre d'abord assidu, mais retrouve vite l'ambiance détestée du lycée et s'évade par de longues promenades dans la campagne, durant lesquelles il remplit des carnets de poèmes qu'il garde secrets. Il finit par les montrer à sa mère, qui comprend et accepte que son fils se dévoue à la poésie, et mène une vie modeste et indépendante. Sa sœur Marguerite se marie en 1890 et va vivre en Armagnac ; Jammes vit désormais seul avec sa mère, au gré de la chasse avec son épagneul Flore, de la pêche et des excursions au Pays basque et en Espagne.

#### Premières publications

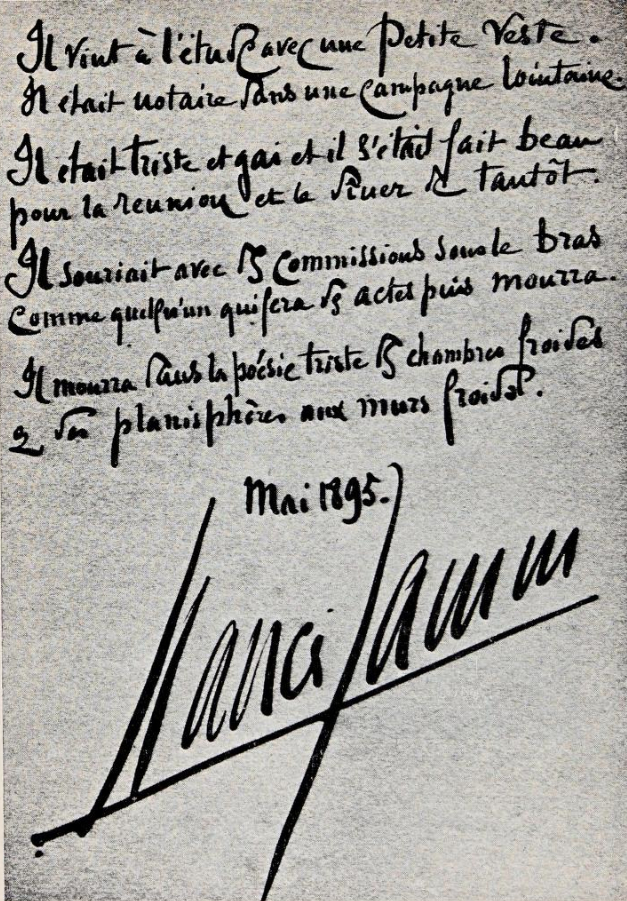
Manuscrit d'un poème daté de 1895 et publié dans De l'Angélus de l'aube à l'Angélus du soir.

Jammes publie ses premiers poèmes en 1891 et 1892 : Six sonnets et Vers, deux livrets tirés à très peu d'exemplaires chez un imprimeur d'Orthez, qui contiennent des poèmes classiques destinés au public provincial. Mais un ancien camarade de lycée, Charles Lacoste, ainsi qu'un poète anglais de passage à Orthez, Hubert Crackanthorpe (en), arrivent à le convaincre de publier ses poèmes plus novateurs. Un nouveau recueil paraît en 1893, aussi intitulé Vers. Crackanthorpe le diffuse dans les milieux parisiens : à Stéphane Mallarmé, André Gide et Henri de Régnier, qui encouragent vivement Jammes et apprécient tous trois sa « sincérité » et sa « délicatesse ». Louis Dumur, critique au Mercure de France, croit cependant à un faux poète :

« Cette mince plaquette se présente avec des allures mystérieuses bien particulières. Le nom de l’auteur est inconnu. Est-ce un pseudonyme ? Et il semble que l’orthographe n’en est pas très rigoureuse. James serait plus exact. […] ce petit livre, aux apparences anglaises, est imprimé à Orthez dans les Basses-Pyrénées. Et les quelques mots écrits à la main sur l’exemplaire que j’ai sous les yeux sont d’une graphologie de petite écolière maladroite ! Le contenu n’en est pas moins bizarre. »

— Louis Dumur, Mercure de France (décembre 1893)
Jammes est reçu par Pierre Loti dans sa villa à Biarritz et Henri de Régnier lui propose de collaborer au Mercure de France, l'une des principales revues de l'avant-garde poétique. Le jeune poète va à Paris pour la première fois fin 1895, mais en garde un souvenir très désagréable. Il est abasourdi par toutes les personnes qu'il découvre et on craint que sa rencontre orageuse avec Henry Bataille ne termine en duel, mais il se lie d'une grande amitié avec Albert Samain. Revenu à Orthez, il souffre des moqueries sur son œuvre, incomprise hors des milieux avant-gardistes parisiens. Gide le soutient : « Félicite-toi de ne pas plaire tout d’abord, car c’est par ton originalité même que tu rebutes. [...] On comprendra bientôt que tu fais plus et mieux que d’étonner. ». Malgré son pessimisme, Jammes se sent « envahi » par la poésie.

En 1896, Gide est en Afrique du Nord — en compagnie d'Eugène Rouart — et invite Jammes à le rejoindre. C'est la première fois que les deux auteurs se rencontrent réellement. Cependant, Jammes est trop dépaysé et s'entend mal avec Rouart,. Il rentre seul en France au bout de quinze jours. C'est dans sa campagne qu'il se plaît le mieux, comme il l'écrit dans son journal :

« Cette vie est très douce, continue, simple […]. Je suis dans ma chambre. Ma chienne fidèle dort à mes pieds, tout est calme autour de moi et je me sens très isolé. Je vais allumer ma pipe et songer doucement… Cette solitude me donne une âme très simple et très compliquée. »

#### Manifeste du Jammisme

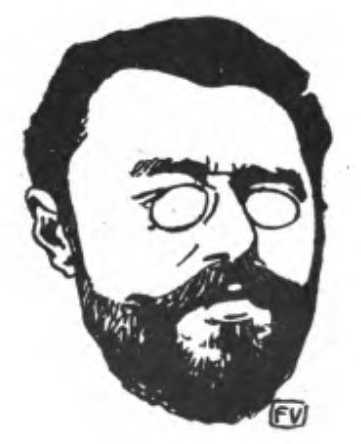
Portrait dessiné par Félix Vallotton pour Le Livre des masques de Remy de Gourmont, vers 1898.

En 1897, après s'être brouillé avec La Revue blanche, Jammes fait éditer son nouveau recueil La Naissance du poète par une maison d'édition belge, Le Coq Rouge, dirigée par Henri Vandeputte avec qui il échange depuis quelques mois. Mais il souffre de voir que ce recueil ne suscite que peu d'enthousiasme dans la presse. Il est exagérément pessimiste alors que son succès est assez remarquable pour un auteur provincial, qui ne bénéficie pas d'une publicité importante dans les cercles parisiens. Il devient en outre ami avec Paul Claudel, à qui il envoie La Naissance du poète. Claudel aura une très forte influence religieuse sur le poète, le faisant revenir au catholicisme quelques années plus tard.

La fin du XIXe siècle est marquée par la publication de très nombreux manifestes littéraires — le Vers-librisme de Gustave Kahn, l'Instrumentisme de René Ghil, le Romanisme de Jean Moréas, le Magisme de Joséphin Péladan, le Naturisme de Saint-Georges de Bouhélier... Jammes tourne en ridicule ces mouvements dans son propre manifeste, publié dans le Mercure de France en 1897 : Le Jammisme. Il y fait l'éloge de la « Vérité » poétique et termine sur ces mots :

« comme tout est vanité et que cette parole est encore vanité, mais qu’il est opportun, en ce siècle, que chaque individu fonde une école littéraire, je demande à ceux qui voudraient se joindre à moi pour n’en point former, d’envoyer leur adhésion à Orthez, Basses-Pyrénées, rue Saint-Pierre. »

— Le Jammisme
Alors que son manifeste est satirique, des écrivains le prennent au sérieux et parlent désormais de « jammisme ». Son recueil De l'Angélus de l'aube à l'Angélus du soir, publié en 1898, fait des émules dans la jeune génération en quête de renouveau littéraire. La poésie de Jammes est désormais très commentée, en bien ou en mal — Maurice Le Blond écrit qu'il « ignore la syntaxe et les règles les plus élémentaires de la poésie » —, et la légende d'un poète reclus à la campagne commence à naître : Charles-Louis Philippe écrit qu'il vit « enfoui dans l'ombre très vieille d'une petite ville arriérée », tandis qu'Adolphe Retté, dans un long article, le décrit comme « un phénomène surprenant », « un vieux petit Chinois exilé chez nous [...] ridicule et charmant ».

#### Tourments et début du succès

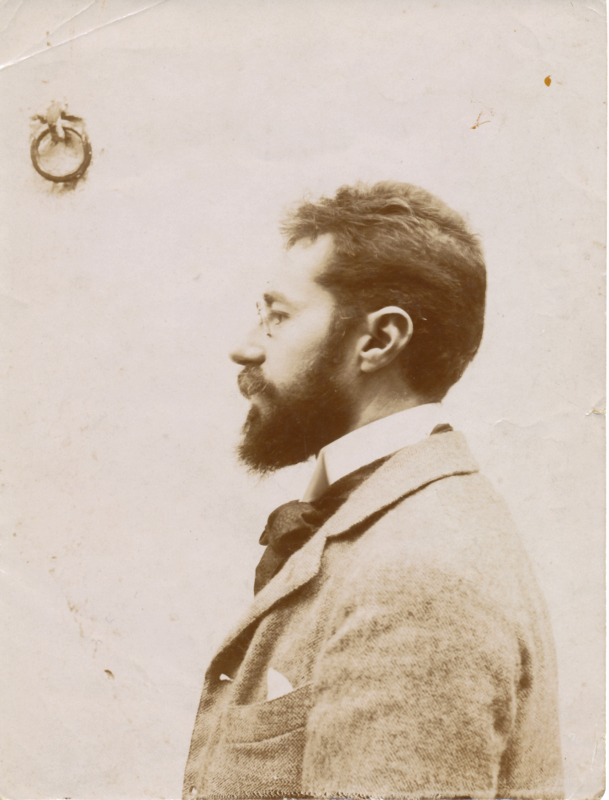
Francis Jammes en 1898.

Selon Robert Mallet, Jammes a gardé l'« hypersensibilité » de son enfance : il est toujours inquiet, a des réactions disproportionnées face aux injustices dont il se croit victime. Entre 1897 et 1898, il tombe amoureux d'une jeune femme seulement connue sous le nom de Mamore, mais sa mère s'oppose catégoriquement à un éventuel mariage,. La raison rapportée est que Mamore est juive,. Ce refus plonge Jammes dans un vrai désespoir, accentué par la mort de son grand-père et de l'oncle mexicain. Il écrit durant cette période le recueil Le Deuil des Primevères (1901) puis deux petits romans ayant pour thème l'amour malheureux, Clara d'Ellébeuse (1899) et Almaïde d'Étremont (1901).

Ses amis l'invitent pour lui changer les idées : il part en Normandie, chez André Gide, où il écrit L'Élégie quatrième en même temps que Gide rédige Isabelle ; il fait ensuite un pèlerinage dans les Alpes avec sa mère, puis est invité par Henri Vandeputte, en 1900, à donner une conférence à Bruxelles, Anvers et Bruges, Les Poètes contre la littérature ; il en profite pour aller jusqu'à Amsterdam,. C'est durant cette période que Gide lui fait rencontrer Paul Claudel. À son retour, Jammes reprend sa vie routinière à Orthez, dans sa maison que Charles Guérin décrit en ces termes :

« Ô Jammes, ta maison ressemble à ton visage :
Une barbe de lierre y grimpe, un pin l’ombrage,
Éternellement jeune et dru comme ton cœur, »

— Charles Guérin, Le Cœur solitaire (1898)
En 1902, Jammes publie un recueil, Existences, où il raconte la vie dans une petite ville similaire à Orthez, puis Jean de Noarrieu, où il se montre plus positif. Cependant, la même année, il tombe à nouveau dans une période de désespoir, après une aventure avec une jeune femme dont les parents refusent qu'elle épouse un poète. Il écrit à Anna de Noailles, le 2 décembre 1902 :

« Plaignez-moi. […] Dites [à vos enfants] qu’il y a là-bas, dans une campagne sauvage que l’on nomme Orthez, dites-leur qu’il y a un poète qui souffre de la vie. »

— Lettre à Anna de Noailles
Après ce chagrin d'amour, il écrit Élégies : Tristesse et Le Poète et sa Femme. Malgré son désespoir et son pessimisme, son succès se confirme et il reçoit de nombreuses visites — qui l'importunent parfois —, de jeunes poètes curieux mais aussi de personnalités connues et d'amis : Charles Guérin, Eugène Carrière, Léon Bérard, Francis Vielé-Griffin... C'est aussi en 1902 que paraissent les premières traductions de quelques-uns de ses poèmes à l'étranger, dans des journaux allemands, et qu'André Beaunier lui consacre un chapitre très positif dans son anthologie La Poésie nouvelle. Il entretient une correspondance soutenue avec des amis parisiens, en particulier Anna de Noailles, André Gide, Arthur Fontaine, Charles-Louis Philippe et Colette, qui lui demande de préfacer ses Dialogues de bêtes.

### Conversion et succès (1905-1913)

#### Conversion ou retour à la foi

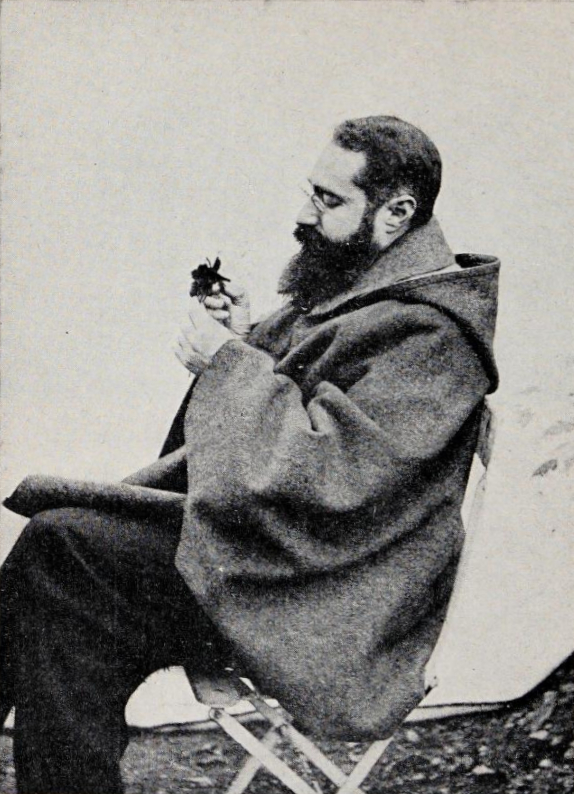
Francis Jammes à Orthez, vers 1905-1906.

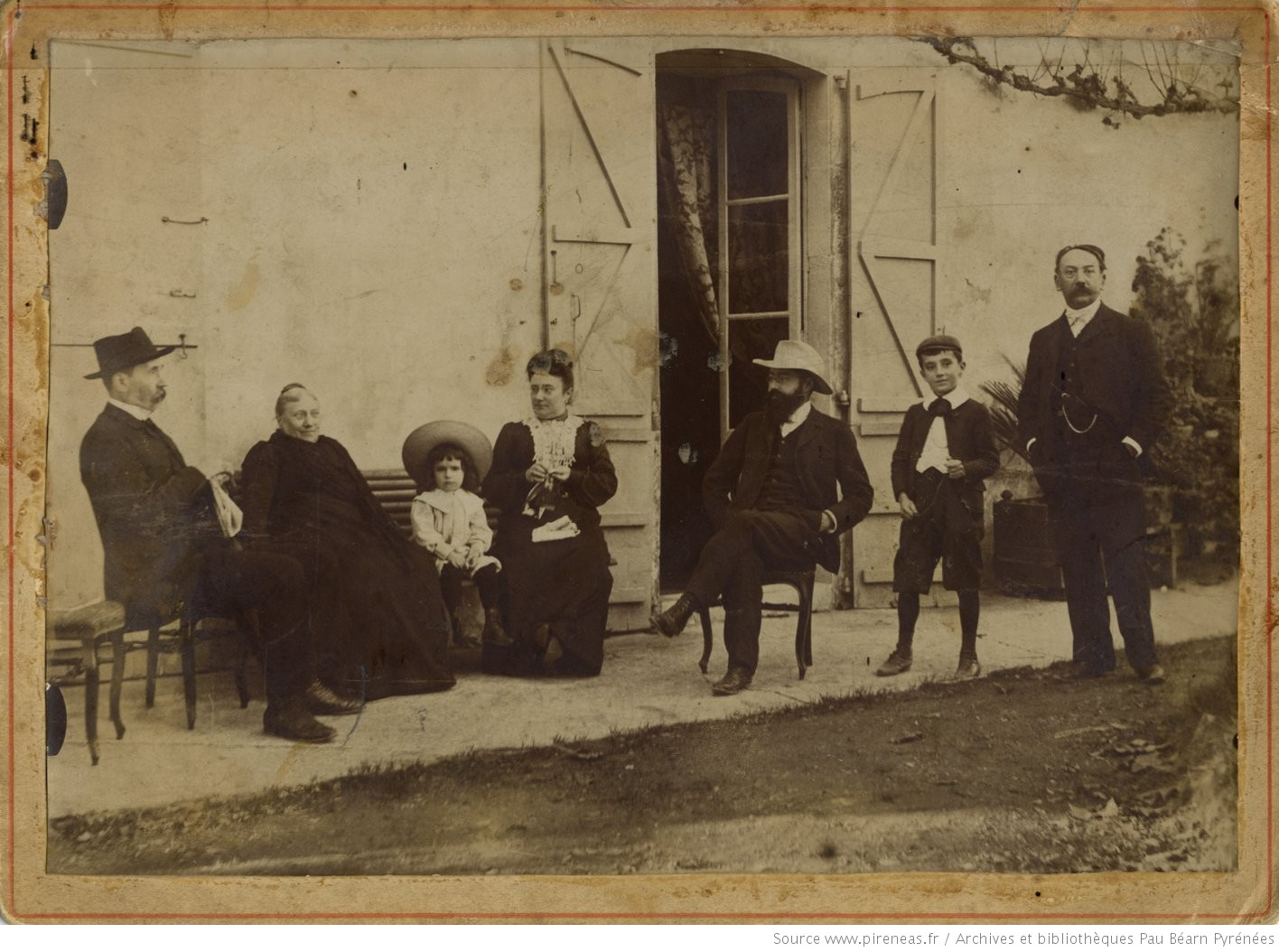
Francis Jammes (avec le chapeau blanc) devant sa maison à Orthez, entouré de ses neveux, sa mère, sa sœur, Charles de Bordeu (debout à droite) et M. Lamieussens.

À partir de 1897, Jammes échange beaucoup avec Paul Claudel. Claudel discute souvent de religion avec les artistes avec qui il échange. Il est très choqué par certains passages des Quatorze prières de Jammes, qu'il juge peu chrétiens, et le fait remarquer au poète. Puis, lors d'un déjeuner à Paris, en 1900, il critique à nouveau de manière véhémente la foi de Jammes, à qui il dit qu'il n'est pas chrétien, ce qui choque le poète. Claudel lui écrit peu après une lettre où il explique longuement son point de vue. Ces échanges ont une influence importante sur Jammes, qui est finalement bouleversé en 1903, après avoir lu une lettre écrite par Claudel à Gabriel Frizeau, qui se convertit quelque temps plus tard.

Jammes souffre toujours d'angoisses et de doutes, qu'il finit par confier à Claudel dans une lettre du 12 décembre 1904, où il lui fait part de sa volonté de se « convertir ». Le terme de conversion est jugé inapproprié par certains auteurs qui préfèrent parler d'un « retour à la foi », puisque Jammes a reçu une éducation catholique dans son enfance, mais selon Catherine Hill Savage, les termes employés par Jammes témoignent du bouleversement comparable à une conversion que représente cet événement pour lui. La réponse de Claudel a un profond retentissement sur Jammes, qui devient croyant au cours de l'hiver 1905. Il surnomme Claudel « mon deuxième ange gardien » et écrit quelques poèmes qui témoignent de son brusque retour à la foi, comme L'Église habillée de feuilles, premier poème écrit pour célébrer sa foi :

« Tout ici-bas trouve une chose
où se poser quand la nuit tombe et qu’on a froid,
le ramier un rameau, l’angelus un ciel rose,
la caresse une amante et mon âme la croix. »

— L'Église habillée de feuilles (1906)
Paul Claudel, alors diplomate en Chine, revient en France 1905 et passe quelques jours à Orthez, durant lesquels il finit de convaincre Jammes. Ils communient ensemble lors d'une messe particulière à La Bastide-Clairence le 7 juillet 1905, puis partent pour un pèlerinage à Lourdes,. Après sa conversion, Jammes écrit, se rappelant la visite de Claudel :

« Jamais je n’oublierai ces jours qu’il passa auprès de moi, car c’est d’eux que date la disparition totale de cette nausée de la vie qui m’abattait peu à peu, et le recouvrement d’une paix que je n’avais plus soupçonnée depuis ma prime enfance,. »

#### Mariage et renommée

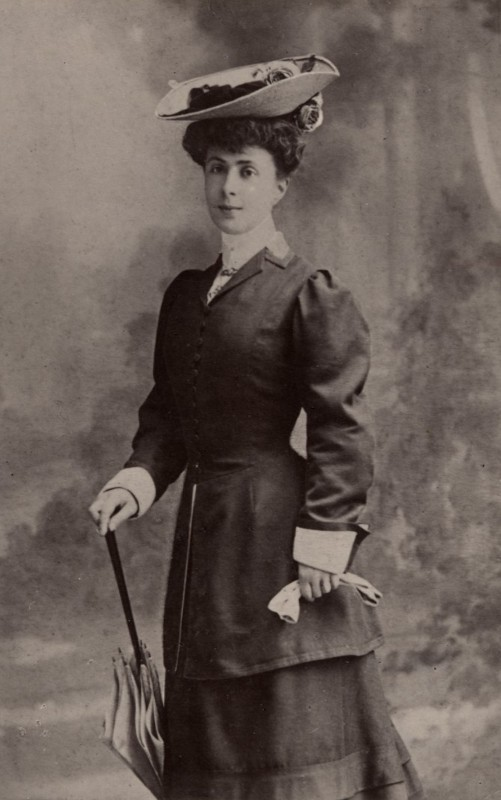
Geneviève Goedorp, épouse de Jammes, en 1907.

Jammes publie Clairières dans le Ciel (1906), un recueil écrit après un pèlerinage dans le Tarn. Mais en mars 1907, la mort soudaine de Charles Guérin, peu après celles d'Albert Samain et Eugène Carrière, le bouleverse. Il se rend sur la tombe de Guérin à Lunéville, et trouve à son retour à Orthez une lettre de la part d'une jeune femme de Bucy-le-Long, Geneviève Goedorp, âgée de 24 ans, qui lui écrit son admiration pour lui,. Jammes s'engage à répondre à toutes les lettres qu'elle lui écrira,. Après quelques lettres, Geneviève et sa mère rencontrent le poète à Pau. Ils se fiancent le 19 août 1907 devant la grotte de Massabielle, puis se marient le 8 octobre à Bucy-le-Long.
Jammes a 40 ans lorsque naît sa première fille, qui lui inspire un livre, Ma fille Bernadette (1910). En même temps, il devient pour la nouvelle génération un maître en poésie. Il est surnommé « le Cygne d'Orthez », d'abord de manière satirique par Charles Müller, puis ce surnom devient respectueux et utilisé dans la presse littéraire. Il reçoit des lettres de jeunes auteurs qui font de lui leur guide, tentent d'écrire dans son style et de renouer avec la nature et la simplicité. Le « phénomène jammiste » culmine en 1910. Il est admiré par Rainer Maria Rilke qui l'évoque longuement, sans le nommer, dans Les Cahiers de Malte Laurids Brigge parus la même année.
Devenu un fervent catholique, Jammes publie Les Poèmes mesurés (1908), La Brebis égarée (1910) et Les Géorgiques chrétiennes (1912), qui célèbrent à la fois les travaux des champs, la vie rustique et l'idéalisme religieux. Il devient cependant assez intransigeant, limite ses goûts littéraires à d'autres auteurs chrétiens et se brouille avec d'anciens amis, comme Gide qu'il renonce à convertir ou Alfred Vallette, directeur du Mercure de France,. Il ne publie plus dans La Nouvelle Revue française qui lui semble trop tolérante avec certaines idées qu'il ne partage pas, mais participe activement à des revues catholiques, comme La Croix.
En 1912, il rate de peu le Grand prix de littérature de l'Académie française. Ses œuvres sont traduites en plusieurs langues : en tchèque en 1906 (Clara d'Ellébeuse), en espagnol en 1909 (Clara d'Ellébeuse, Pomme d'Anis, Almaïde d'Etremont), en russe en 1912 (un choix de poème traduits par Ilya Ehrenbourg), ainsi que de nombreux poèmes traduits en allemand, avant et pendant la Première Guerre mondiale.

### «Le patriarche et son troupeau»(1914-1938)

#### Dernières années à Orthez
Âgé de 46 ans et père de quatre enfants, il n'est pas mobilisé durant la Première Guerre mondiale. Il devient cependant administrateur de l'ambulance installée à Orthez, apportant un soutien moral aux blessés et apaisant les tensions entre les infirmières catholiques et protestantes,. Il écrit trois ouvrages pendant le conflit : Cinq prières pour le temps de la guerre et Le Rosaire au soleil en 1916, Monsieur le curé d'Ozeron en 1918. Il donne aussi plusieurs conférences en faveur d'organisations, et rédige en 1919 un appel pour l'érection d'un monument aux Orthéziens morts pour la France.
Il reçoit finalement le Grand prix de littérature de l'Académie française en 1917, et publie l'année suivante une autobiographie romancée, Le Poète Rustique. Il y raconte le contact avec la nature et la douceur de la vie familiale. Il a désormais sept enfants, qui « surgissaient de partout, apparaissaient, disparaissaient aux portes et, pareils à des lapins de garenne, circulaient comme dans un terrier par les corridors de la vieille maison ». Mais il se fait aussi du souci pour « la mère âgée, la femme qui se surmène ». Il aime se voir comparer à un patriarche et son troupeau, ce qui devient le titre du dernier tome de ses Mémoires, paru à titre posthume en 1948.
En 1919, Jammes apprend que le propriétaire de la maison qu'il loue veut la mettre en vente : la famille Jammes est contrainte de déménager. Mais par l'intermédiaire de son ami le prêtre Michel Caillava — celui qui a donné la messe de sa conversion et a célébré son mariage —, Jammes hérite d'une maison qu'une vieille femme pieuse souhaite léguer à une famille nombreuse catholique. Le poète devient son légataire universel et hérite de sa demeure le 7 avril 1921. Francis Jammes et sa famille déménagent donc à Hasparren, au Pays basque.

#### Hasparren

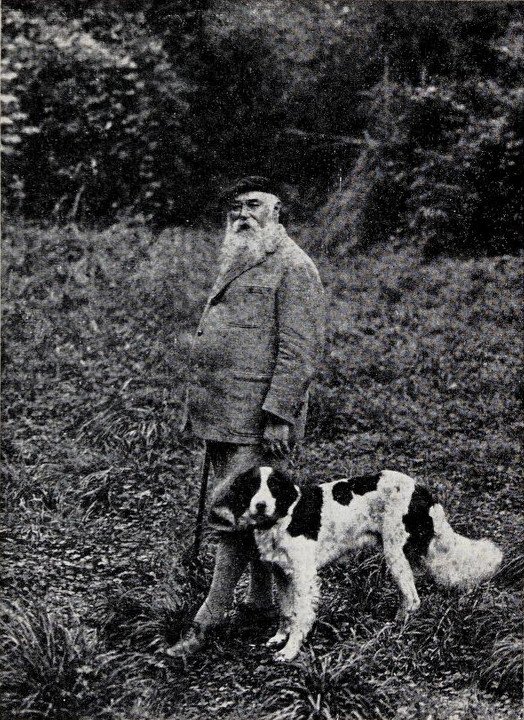
Jammes et son chien Sultan à Hasparren, vers 1925.

C'est dans cette dernière demeure que Jammes rédige ses mémoires — admirés par Marcel Proust — et ses Livres des Quatrains (1923 à 1925). Il ne reçoit cependant pas les honneurs officiels qu'il attend : il est battu deux fois à l'Académie Française, par Joseph Bédier en 1920 puis par Albert Besnard en 1924. Il refuse la Légion d'honneur qu'on lui propose en 1922, se rappelant que la proposition de la lui attribuer, dix ans plus tôt, n'avait pas été prise en considération. Il trouve un refuge dans sa foi, écrivant à Arthur Fontaine en 1921 :

« Tout le travail de Dieu en moi, depuis 1905, a été de me détacher peu à peu de toute mon ambition, de m’éloigner de la vie moderne, d’un milieu parisien souvent très artificiel. »

Il n'est cependant pas complètement ignorant d'un certain succès qu'il continue d'avoir, et reçoit toujours des visites,. Abonné à l'Argus de la presse, un service lui permettant de recevoir tous les articles de journaux qui parlent de lui, il écrit en 1925 : « Je ressens, par les Argus que je reçois (une quinzaine par jour, et des articles assez considérables de l’étranger), que jamais on ne s’est davantage occupé de moi ». Il est particulièrement apprécié dans les pays germanophones et la première thèse consacrée à son travail est soutenue à l'Université de Königsberg en 1929. La même année, alors que Jammes peste contre les critiques français qui n'ont selon lui rien compris à son dernier livre La Divine Douleur, les Allemands s'empressent de le traduire.

#### Perte de succès et pessimisme
Éloigné de Paris, il craint de n'être plus compris et voit ses œuvres moins appréciées qu'auparavant. Devenu très critique envers la littérature moderne, notamment le surréalisme qui lui semble être un mouvement décadent, il écrit un roman satirique, L'Antigyde (1932). Poursuivi par un sentiment d'injustice, il rédige une préface virulente pour son recueil De tout temps à jamais (1934), qui est vivement critiquée par les journalistes.

Sa situation personnelle est difficile : il doit subvenir aux besoins de sa famille tout en ayant de moins en moins de revenus littéraires et est contraint à une vie très modeste. Il perd en outre sa mère le 5 avril 1934. Il est à nouveau pessimiste, se sent exilé loin d'Orthez, auquel il pense comme à la plus belle période de sa vie. Il écrit, dans De tout temps à jamais :

« — Vieux routier, qu’attends-tu ? Ton bâton même tombe,
Ton chien est mort qui se fût couché sur ta tombe,
Et tes enfants sont dispersés. Tout est détruit.
 — J’attends, chaque matin, que passe Jésus-Christ. »

— « Le Routier », De tout temps à jamais (1934)
Il exprime sa foi de plus en plus fervente dans ses deux derniers recueils, Sources (1936) et Feux (posthume, 1944). Il s'explique d'ailleurs le peu de succès de ses œuvres par l'hostilité de la critique envers son catholicisme trop militant. Le directeur du Mercure de France auquel il est resté fidèle réédite ses anciennes œuvres, mais refuse ses œuvres récentes trop catholiques. Le Pèlerin de Lourdes (1936), Lavigerie (1927) et ses Mémoires paraissent chez Gallimard, Flammarion et Plon, et d'autres livres paraissent dans des petites maisons d'éditions chrétiennes souvent très précaires et peu efficaces. Il est mal accueilli à la fois par les éditeurs avant-gardistes pour qui il est trop chrétien, et par le lectorat traditionaliste qui est choqué par la sensualité de ses poèmes. Jammes souffre beaucoup de voir ses dernières œuvres, qu'il considère comme ses chefs-d'œuvre, être si mal reçues.

#### Bref retour de gloire et décès

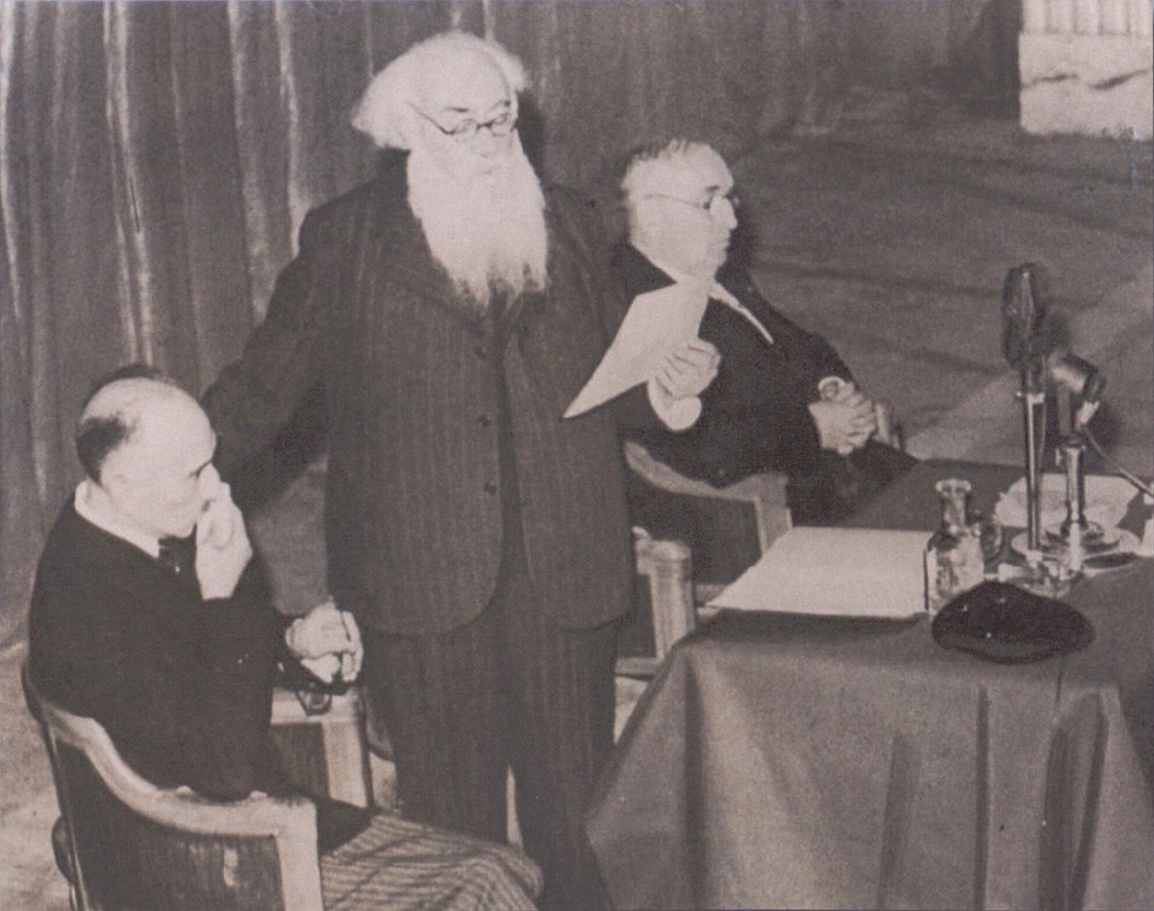
François Mauriac, Jammes et Paul Claudel à Paris, lors de l'Exposition internationale, en octobre 1937.

Le 26 octobre 1937, il donne une conférence au Théâtre des Champs-Élysées, à l'occasion de l'Exposition Internationale, en compagnie de Paul Claudel et François Mauriac,. En contact direct avec le public, il a un grand succès célébré par la presse. Les mouvements littéraires modernes fustigés par le poète quelques années auparavant sont déjà en déclin, et il apparaît à nouveau comme un écrivain sincère et intemporel. Le 5 juillet 1937, alors qu'il n'échange plus avec Henri Vandeputte depuis une trentaine d'années, ce dernier lui dédie un poème :

« Mais parlons de Jammes, si cela vous plaît.
Il eut sur les poètes plus d’influence qu’ils n’en avouent.
Ce serait donc un grand ? Car eux seuls, après tout...
Baudelaire, Verlaine, Hugo, Rimbaud, Apollinaire.
Pourquoi n’ajouter pas Francis Jammes à la liste ? »

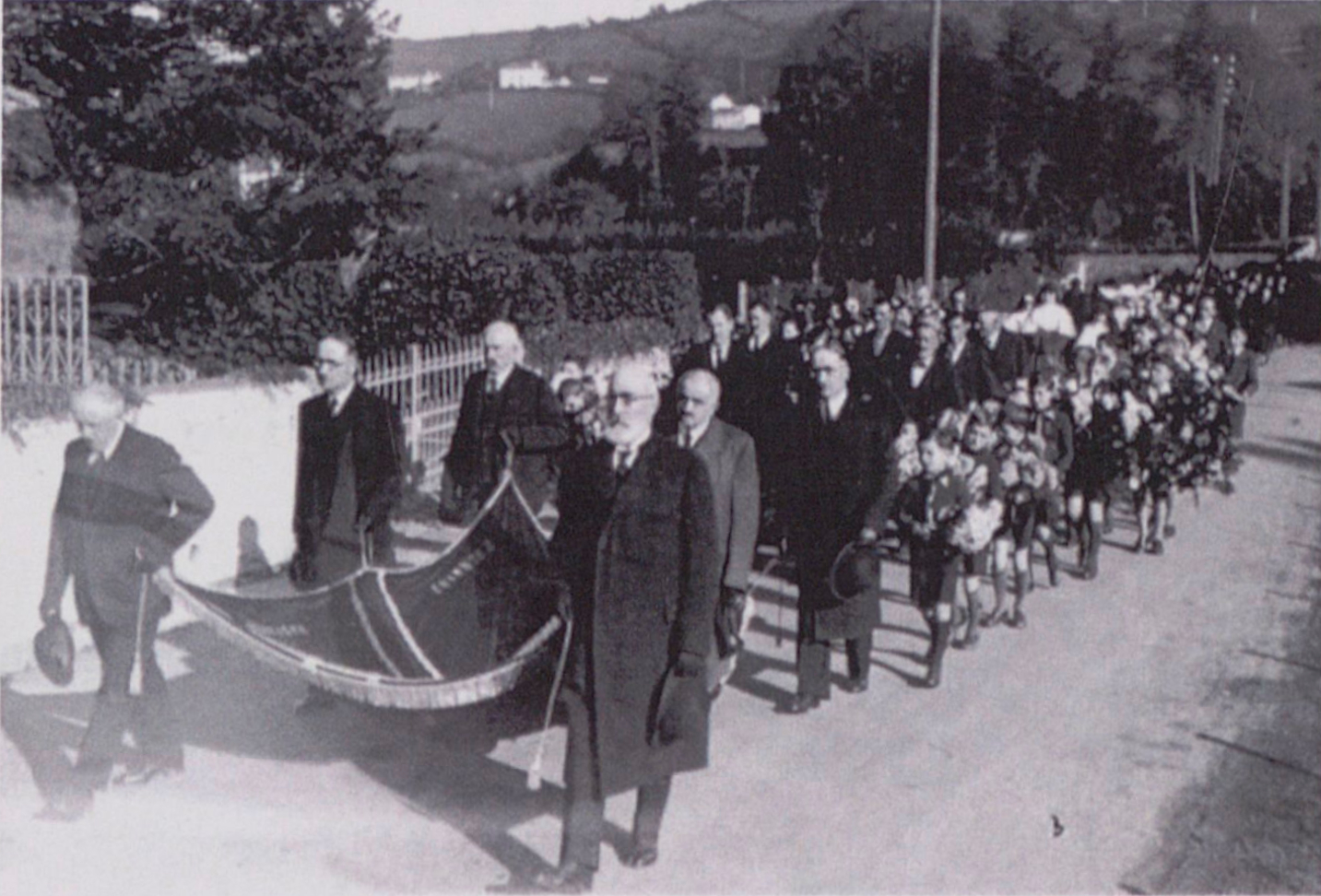
Funérailles de Francis Jammes, le 5 novembre 1938.

Sa santé commence cependant à décliner peu après son voyage à Paris. Il passe ses derniers mois à Hasparren, où il vit volontairement reclus depuis 1934, laissant une vigne vierge pousser sur son portail pour décourager les visiteurs. Trop affaibli, il ne peut assister à la prise de voile de sa fille Françoise, devenue religieuse à Lyon. Il accepte cependant les visites d'une seule personne extérieure, la poétesse Alliette Audra rencontrée en 1936, qu'il appelle sa « sœur en poésie » et qu'il pense seule capable de perpétuer son style poétique,.
Le 1er novembre 1938, après plusieurs mois de souffrance, il tombe dans le coma et décède,. Ses obsèques ont lieu le 5 novembre 1938. À l'annonce de sa mort, son épouse reçoit de très nombreuses lettres de personnalités, artistes et anonymes. Selon ses dernières volontés, sa tombe est une simple croix portant pour épitaphe : « Francis Jammes, poète ».

## Postérité

### Association et commémoration

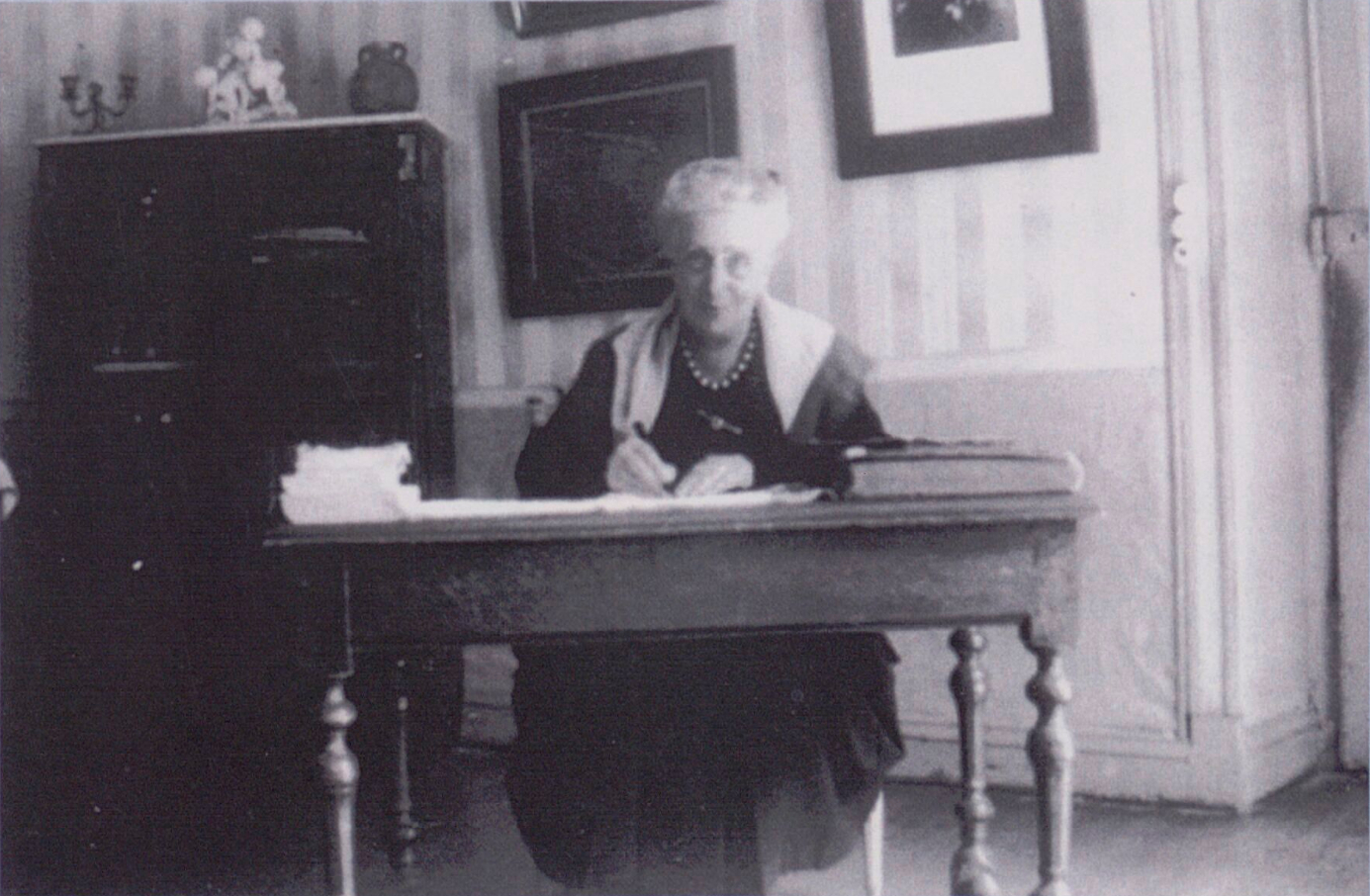
L'épouse de Francis Jammes écrivant, dans les années 1940.

Sa femme relate les dernières années de Jammes dans ses Mémoires de Madame Francis Jammes. Peu après la mort du poète, ses amis fondent la Société des Amis de Francis Jammes, qui compte entre autres Paul Claudel, Henri Ghéon, François Mauriac, Charles Lacoste et Colette parmi ses membres. Elle est remplacée par l'Association Francis Jammes, fondée en 1982 et qui siège à Orthez, à la Maison Chrestia, habitée par le poète pendant une dizaine d'années. Dès sa création, l'Association reçoit des dons importants de la famille Jammes, notamment des manuscrits, correspondances, livres, photos ou partitions ayant appartenu au poète. Cette importante collection est léguée à la ville d'Orthez en 2012, afin de la conserver et de numériser les documents. L'Association a édité plus d'une cinquantaine de bulletins, organisé des conférences et expositions, et a réédité des œuvres. En 2012 sont créés les Cahiers Francis Jammes qui regroupent des articles universitaires sur le poète. La Maison Chrestia reçoit en 2012 le label Maisons des Illustres.

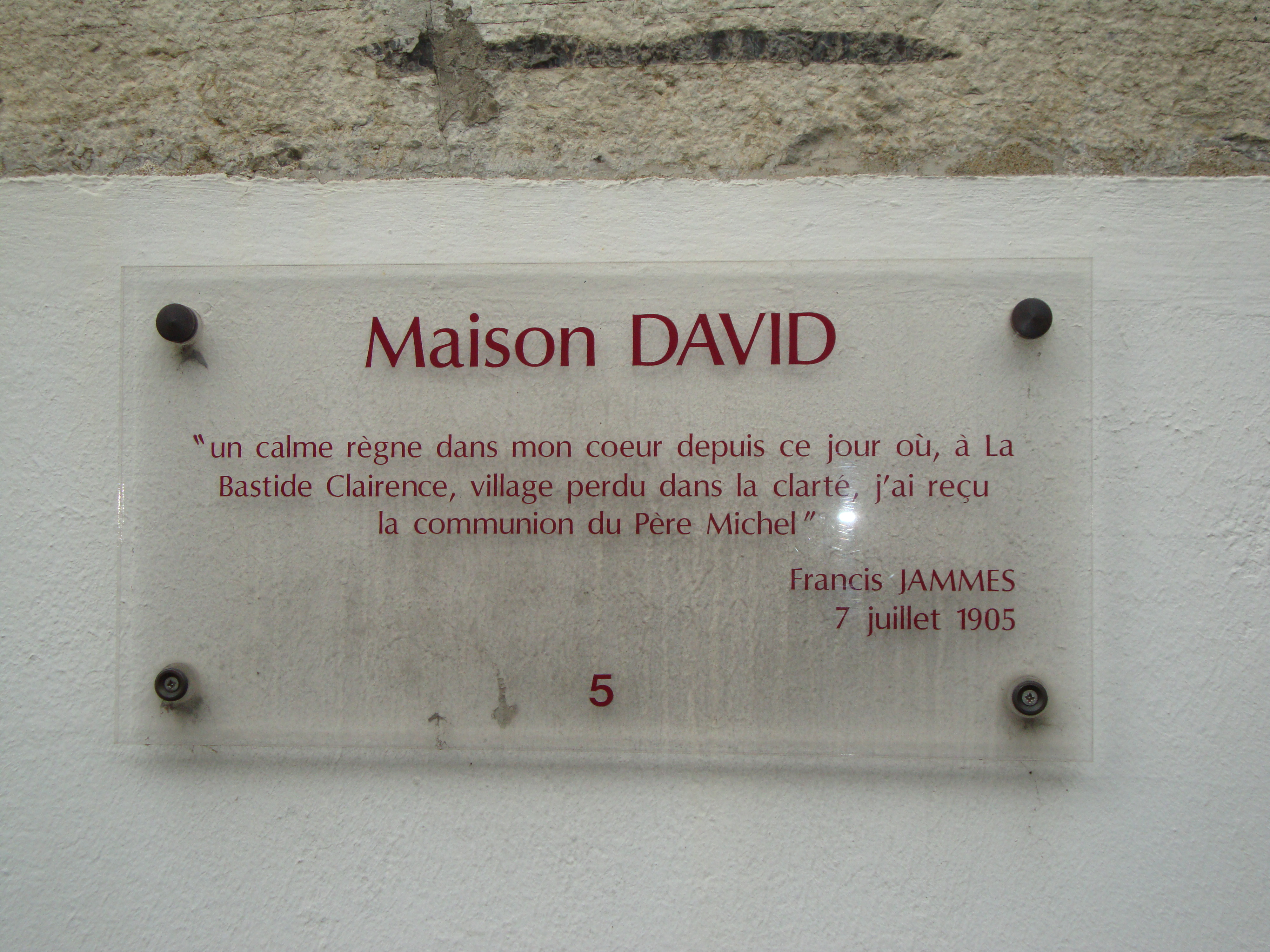
Plaque apposée sur la Maison David, à La Bastide-Clairence.

Plusieurs expositions ont eu lieu en l'hommage de Jammes : en 1958, à la BNF, pour les vingt ans de sa mort ; en 2005, 2008 et 2010, à Orthez, sur différentes périodes de sa vie ; en 2013, à Orthez, pour le 75e anniversaire de sa mort et le 50e de la mort de sa femme.
Des plaques commémoratives ont été apposées sur la maison où il est né à Tournay, sur la maison dans laquelle il a vécu à Bordeaux et sur la maison de La Bastide-Clairence où il a communié en 1905.
Cinquante-cinq rues et deux squares portent son nom en France, dont une rue dans le 10e arrondissement de Paris.
Plusieurs de ses poèmes ont été mis en musique, notamment par Lili Boulanger dans son cycle Clairières dans le ciel en 1913 et par Georges Brassens avec La Prière en 1953.

### Influence en France et à l'étranger
L'influence de Jammes sur la littérature culmine en 1910. Parmi les jeunes auteurs qui se rattachent alors à son influence, on compte François Mauriac, Alain-Fournier, Francis Carco et Jules Romains. D'autres, sans l'imiter, ont été sensiblement influencés à leurs débuts : Tristan Derème, Léon-Paul Fargue, Henri Ghéon, André Lafon, Charles-Ferdinand Ramuz, Saint-John Perse ou Jules Supervielle. Parmi les poétesses, nombreuses à publier durant la Belle Époque, Marguerite Burnat-Provins, Anna de Noailles et Cécile Sauvage reconnaissent volontiers l'influence de Jammes.
Il a en outre une influence très importante dans les pays germaniques, où ses œuvres sont traduites dès avant la Première guerre mondiale. Son œuvre « a joué un certain rôle dans le développement des littératures germaniques » selon Claude Thiébaut, les lecteurs d'outre-Rhin y trouvant « à la fois une dimension écologique bien avant que le mot ne fût à la mode, une religiosité omniprésente, une certaine sentimentalité, beaucoup de liberté dans le ton et la forme ». Jammes est d'abord peu conscient d'avoir des admirateurs, puisqu'il ne parle pas allemand et que, comme la plupart des Français avant 1914, il voit les Allemands comme des ennemis. Franz Kafka et Rainer Maria Rilke, qui le lisent en français, comptent parmi ses premiers admirateurs. Rilke lui envoie d'ailleurs en 1904 une lettre où il écrit : « Un homme qui tous les matins lit dans vos livres sent le besoin de vous remercier. » Un extrait des Cahiers de Malte Laurids Brigge, où il évoque longuement Jammes sans le nommer, est souvent recopié sur les couvertures des éditions allemandes de Jammes : « C’est justement ce poète que j’aurais aimé devenir. »

## Œuvre

### Influences de Jammes
En tête de ses lectures préférées, Jammes place Jocelyn de Lamartine, chez qui il admire l'humilité et la bonté, l'environnement rustique, les vagabondages dans la campagne et la proximité avec la nature et les animaux. On trouve des échos de l'ambiance champêtre de Jocelyn dans différents recueils de Jammes — Élégies, L'Angélus, De tout temps à jamais, Les Géorgiques chrétiennes — et l'emploi du temps du héros, mis à part le fait qu'il soit prêtre, rappelle beaucoup celui de Jean de Noarrieu. Albert Samain écrit de Jammes que « c’est lui qui recueillera l’héritage poétique de Lamartine », et Paul Claudel renchérit : « Depuis Lamartine, on avait perdu le sens de l’élégie. Jammes l’a retrouvée. »
Jammes apprécie Bernardin de Saint-Pierre pour ses descriptions de la nature et la vie innocente et passionnée de Paul et Virginie, dont l'héroïne ressemble à Clara d'Ellébeuse. Atala de Chateaubriand est aussi une source d'inspiration pour ses héroïnes. Il évoque plusieurs fois Rousseau, avec qui il partage la passion pour la botanique et dont il admire particulièrement Les Rêveries du promeneur solitaire, et apprécie aussi les récits de voyage et d'aventures qui nourrissent son goût pour l'exotisme, principalement Vingt mille lieues sous les mers et Robinson Crusoé. Les images nostalgiques de créoles écrites par Baudelaire, comme ses escales à l'Île Bourbon et l'Île Maurice, évoquent à Jammes ses ancêtres de la Guadeloupe.
Il ne reconnaît pas publiquement l'influence de François Coppée, bien que les critiques notent rapidement leur proximité et qu'il ne se cache pas de l'admirer auprès de ses amis. Coppée fait partie des auteurs commentés par Jammes dans ses Leçons poétiques, avec Lamartine, Baudelaire, Ronsard, Jean de La Fontaine, Emmanuel Signoret, Alfred de Musset, Frédéric Mistral, Marceline Desbordes-Valmore, Stéphane Mallarmé, Verlaine, Théodore de Banville, José-Maria de Heredia, Albert Samain, Paul-Jean Toulet, Rimbaud et Charles Guérin.

### Style

#### Un style en marge des mouvements littéraires

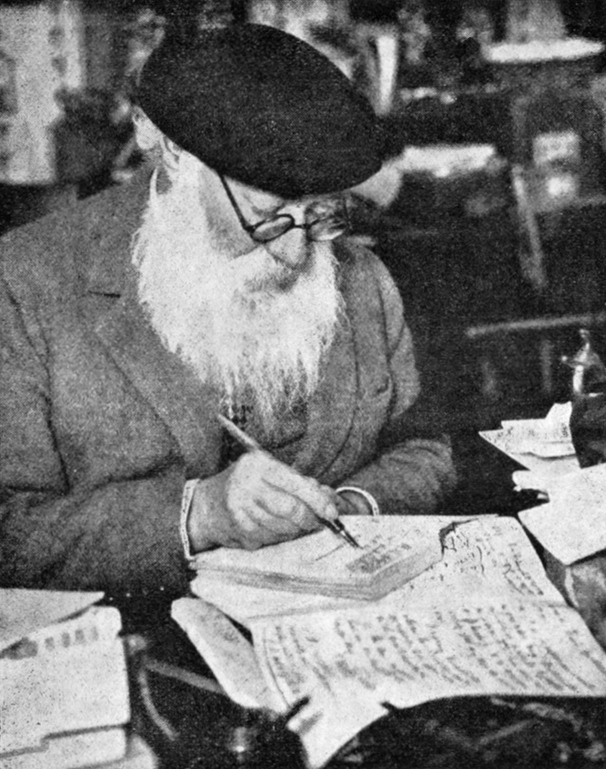
Jammes écrivant à son bureau, à la fin de sa vie.

Jammes commence à écrire à l'époque du symbolisme, mouvement qui suit le décadentisme et trouve son apogée dans les années 1890. Les critiques d'alors peinent à le classer : certains le considèrent comme symboliste, ce qui ne correspond qu'en termes de chronologie selon Robert Mallet. Dans son étude consacrée au poète, il souligne que Jammes se différencie nettement du symbolisme par la simplicité de son langage et l'absence de symboles abstraits ou de descriptions compliquées. De plus, Jammes critique les « excès » de certains auteurs fin de siècle, « en quête uniquement d’états d’âme déliquescents, de personnages anormaux et de situations malsaines ».
Les fondateurs du naturisme littéraire, un mouvement opposé au symbolisme et cherchant le retour à la simplicité et à la nature, veulent faire de lui une figure de leur mouvement, mais lui-même ne s'en est jamais revendiqué et leurs similitudes stylistiques sont des coïncidences. Les naturistes ont foi dans le progrès et écrivent des tribunes dans la presse afin d'élever leur mouvement au rang de philosophie, ce qui n'est pas l'ambition de Jammes. Après la publication de son manifeste satirique et de L'Angélus dont le succès éclipse les œuvres des naturistes, il devient finalement leur cible. Maurice Le Blond publie alors un long article au sujet de Jammes, où il le décrit comme « un garçon un peu niais, un peu malade et qui faisait des vers maladroits, tout à fait bêbêtes et sentimentaux », un poète « inventé par quelques symbolistes acrimonieux, dans l'intention évidente de nuire à la réussite des jeunes hommes de talent »,. Cet article provoque une polémique dans la presse littéraire et de vives réactions de soutien envers Jammes, de la part de Stuart Merrill, Paul Fort, Henri Ghéon et André Gide,.
En fin de compte, Jammes se tient à l'écart des différents mouvements, et Gide est l'un des premiers à mettre en avant sa singularité dans un article de L'Ermitage en 1898. On trouve cependant des similitudes entre Jammes et des poètes contemporains, sans qu'ils aient subi son influence : Edmond Pilon, à qui Jammes envoie une lettre pour lui dire son estime à ses débuts ; Marie Dauguet, au style très proche, qui commence à écrire avant que Jammes ait publié ses premiers recueils ; Rosemonde Gérard, principalement dans son recueil Les Pipeaux paru en 1889 ; Max Elskamp ou encore André Gide à leurs débuts. Enfin, La Chambre blanche d'Henry Bataille, composé en même temps que L'Angélus de Jammes mais sans que les deux auteurs se connaissent, présente une « extraordinaire apparence de parenté » avec celui-ci, si bien que Marcel Schwob a conseillé à Bataille de le publier dès 1895 pour éviter d’être accusé de plagiat. Bataille est particulièrement frappé par cette proximité qui n'est qu'une coïncidence, et dédicace un exemplaire de La Chambre blanche à Jammes en l'appelant « mon grand frère que je ne connais pas ».

#### Simplicité revendiquée
Le style de Jammes est caractérisé par la simplicité, sur la forme comme sur les thèmes,,. Cette simplicité est à la fois spontanée et étudiée, comme il l'écrit dans L'Amour, les Muses et la Chasse :

« Les ignorants parlent [de la simplicité] comme d’une chose toute naturelle et que l’on devrait produire sans la préparer. Erreur. [Elle] est l’apanage de la culture et de l’émotion, et la simplicité qui s’ignore n’est que sauvagerie. »

— L'Amour, les Muses et la Chasse (1922)
 Il aspire à décrire la réalité telle qu'elle est, sans la compliquer inutilement, jugeant qu'un style recherché et artificiel fausse la réalité,. La vie quotidienne est un thème récurrent dans ses œuvres — la vie tranquille du village dans Monsieur le Curé d'Ozeron, une servante préparant des œufs au lard dans Le Triomphe de la Vie, plusieurs poèmes décrivant son foyer et sa famille — et il ne s'intéresse pas aux grandes innovations scientifiques et philosophiques de son temps,. Sa simplicité s'accompagne d'une ignorance assumée et revendiquée :

« Ils m'ont dit : « Pourrais-tu objectiver davantage ? »
J'ai répondu : « Oui… peut-être… je ne sais pas si je sais. »
Ils sont restés rêveurs devant tant d’ignorance,
et moi je m’étonnais de leur grande science. »

— « Ils m'ont dit », Le Deuil des Primevères (1901)
 Le ton sarcastique de certains poèmes rend parfois difficile de savoir à quel point il est sincère ou ironique. Il n'abandonne pas son ironie après sa conversion et il revendique toujours son ignorance, cette fois par esprit d'humilité chrétienne.

#### Métrique et vocabulaire
Jusqu'en 1912, date de parution des Géorgiques chrétiennes, le style de Jammes est très libre et spontané. Il n'emploie pas exactement le vers libre comme le font ses contemporains et ne renie pas le vers classique. Il ne cherche à produire ni l'un ni l'autre : ses vers sont finalement plus ou moins réguliers, les rimes parfois pauvres ou absentes. À la fin de sa vie, il adopte un style plus classique avec des vers et des rimes réguliers.
Le vocabulaire de ses poèmes est usuel, simple, et moins riche que celui d'autres écrivains de son époque, bien qu'il s'enrichisse pour décrire précisément les plantes et les insectes qui entourent le poète. Il emploie parfois des termes régionaux (mandrèche, saligue, foirail ou herrade), des mots peu employés par les poètes car considérés comme trop prosaïques (magazine, daguerréotype, syphilis, tuberculose), des expressions populaires (je m'embête) ou des termes modernes (bicyclette, aéroplane). Robert Mallet relève une trentaine de néologismes inventés par Jammes lorsqu'il ne trouve pas de mots assez précis (par exemple inquiètement, bruissailler, chèvre-feuillé ou presbytéral).
Les adjectifs qu'il utilise le plus souvent sont « vieux », « triste » et « doux », « triste » étant souvent mêlé aux deux autres. Son œuvre regorge aussi d'adjectifs pour décrire les sensations auditives, olfactives et visuelles, Mallet écrivant que « ses sens [sont] en perpétuel état d'alerte ». Les adjectifs « clair » et « luisant » reviennent ainsi souvent pour décrire ses sensations visuelles. Enfin, les couleurs qui reviennent le plus souvent sont le bleu et le noir. Monique Parent relève plusieurs types de synesthésies dans l'œuvre de Jammes, principalement entre bruits et couleurs, plus rarement entre bruit et lumière ou goût et ouïe. Ces synesthésies semblent s'imposer spontanément à Jammes, contrairement aux symbolistes chez qui elles sont étudiées pour servir de métaphores.

### Thèmes

#### La nature, la campagne et les animaux

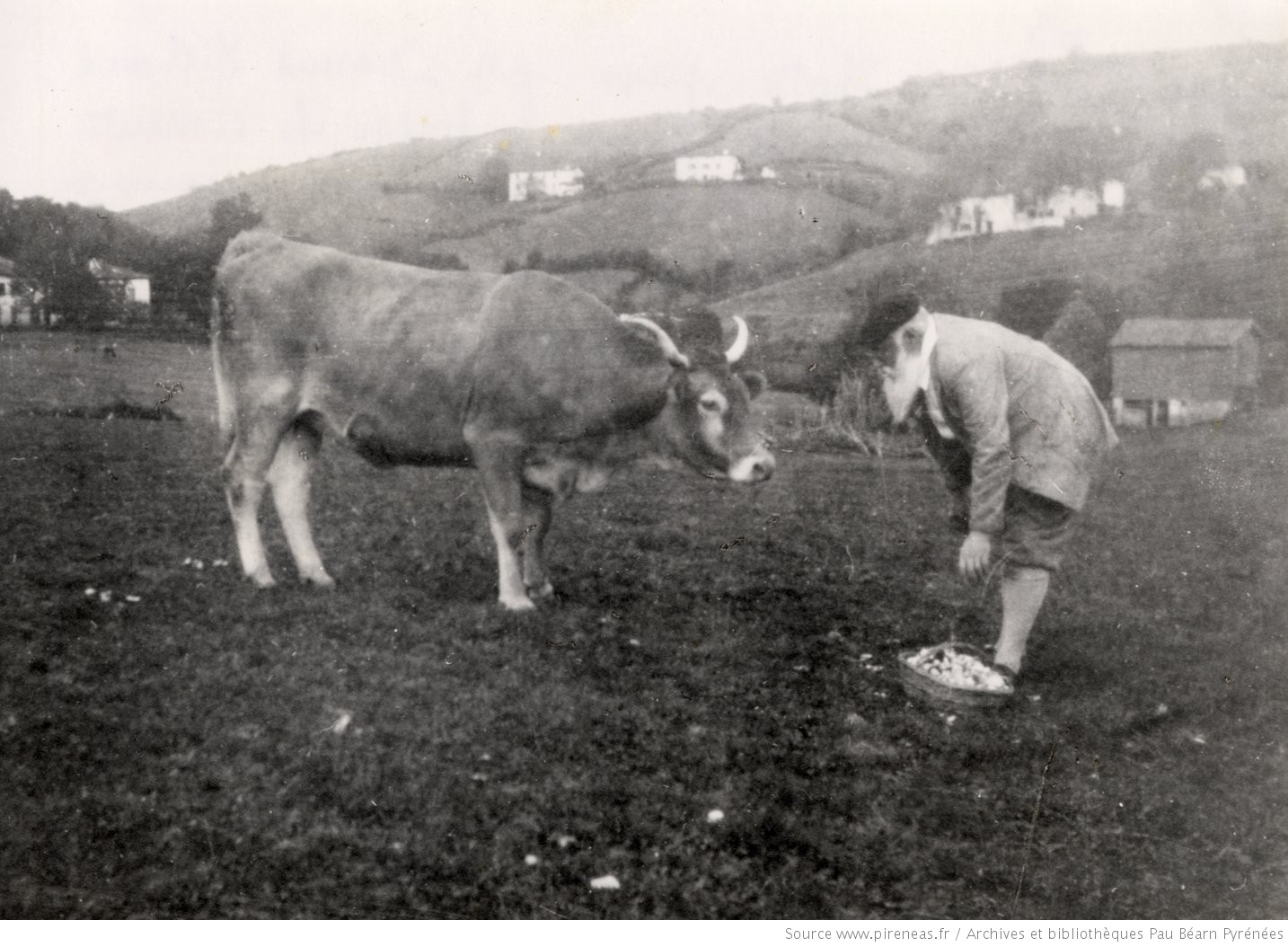
Jammes ramassant son panier à champignons, en compagnie d'une vache.

La nature est omniprésente dans l'œuvre de Jammes, qui entretient son image de poète campagnard et attaché à son sol natal,. Dans Le Poète Rustique, il se décrit à travers son personnage principal :

« Il revient de la chasse. Il est assez trapu. Sa face est d’un faune, dont la barbe emmêlée retient au passage des haies, telle une toile d’araignée, des brindilles, des feuilles et des pétales. Il est coiffé d’un béret, vêtu d’un costume marron, chaussé de souliers et de guêtres crottés. Le chien qui le précède est beau. »

— Le Poète Rustique (1920)
 Toutes ses œuvres ont pour toile de fond la campagne. Les végétaux représentent pour lui « des êtres et des sentiments », rappelant sa passion pour la botanique qui transparaît souvent dans son œuvre — un chapitre de Clara d'Ellébeuse est consacré à l'herbier de l'héroïne, il décrit les fleurs d'un oncle botaniste dans Pomme d'Anis, énumère de nombreux insectes et plantes dans ses poèmes. Les évocations de jardins sont si nombreuses chez Jammes que Robert Mallet, dans son étude sur le jammisme, s'essaye à reconstituer « le jardin jammiste idéal » d'après les descriptions faites par le poète. Après sa conversion, Jammes donne toujours une grande place à la nature, même dans ses poésies chrétiennes, où Dieu est identifié à celle-ci. Jammes l'imagine vivant dans un jardin ordinaire, « avec ses bordures de buis, les lèvres de laitues [qui rayonnaient] de muettes paroles, tandis qu’une grave lumière entourait l’ombre des arrosoirs endormis » (Le Roman du Lièvre, 1903).
Comme les végétaux, les animaux sont pour Jammes doués de sentiments. Il les personnifie, les fait parler et utilise souvent des comparaisons entre humains et animaux — dans Almaïde d'Étremont, où il décrit Petit-Guilhem avec des attributs animaux ; dans Ma fille Bernadette, où le bébé emmailloté lui évoque une chrysalide ; dans le poème Sur un bel insecte bleu, où sa contemplation le persuade que son existence humaine n'a pas plus de valeur que celle de l'insecte. Il s'attendrit beaucoup sur leur souffrance, principalement celle des animaux domestiques. Cette tendresse ne l'empêche pas d'être chasseur ; Mallet écrit au sujet de cette passion que Jammes « reconnaît la contradiction et souvent la déplore ».

#### Les humbles et les souffrants
Dans les recueils antérieurs à son mariage (L'Angélus, Le Deuil des Primevères, Clairières dans le Ciel), Jammes exprime souvent sa douleur et son acceptation. Par la suite, il donne une place plus importante à l'altruisme, qui s'accompagne de pitié pour autrui et sa souffrance. Il évoque tout au long de sa vie les mendiants, les miséreux ou les animaux souffrants :

« Je voyais l’oiseau que torturait sa cage,
ce chat et cet enfant bossu, l’un près de l’autre,
et tous également pleins de l’âme de Dieu. »

— « Élégie sixième », Le Deuil des Primevères (1901)
Il met ainsi en scène de nombreux personnages qu'il connaît ou aperçoit dans la réalité : artisans ou ouvriers de campagne, enfants — petits bergers, écoliers, malades ou orphelins —, infirmes, vieillards, prostituées ou créoles exilés. Après sa conversion, il rapproche la misère humaine de celle du Christ, et imagine Dieu :

« […] habillé comme les pauvres des grandes routes, ceux qui ont un morceau de pain dans un bissac et que la magistrature fait arrêter à la porte des villes et mettre en prison parce qu’ils ne savent pas signer. »

— « Le Paradis », Le Roman du Lièvre (1903)

#### Les jeunes filles
Selon Robert Mallet, Jammes est particulièrement ému par les jeunes filles qui représentent pour lui la pureté et l'innocence mal défendues contre les hommes. Son œuvre comporte de très nombreuses évocations de jeunes filles, et il va jusqu'à écrire dans Le Roman du Lièvre : « J'ai tout à la fois l'âme d'un faune, et l'âme d'une adolescente. » Il les décrit souvent en les comparant à des fleurs ou des fruits — un thème repris par Proust pour ses « jeunes filles en fleurs » — et l'image de la « fiancée idéale » apparaît sous de nombreux avatars tout au long de son œuvre.

#### Dieu et la Création

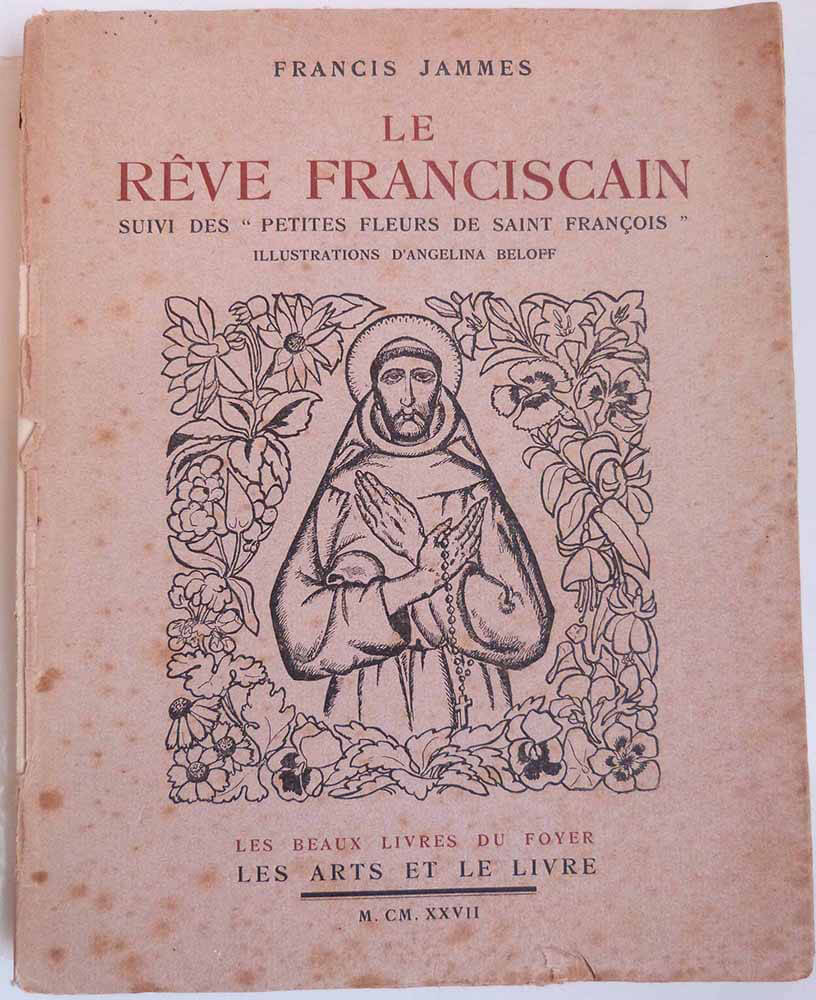
Couverture d'un des livres chrétiens de Jammes, Le Rêve franciscain.

Le premier livre que Jammes publie après sa conversion, L'Église habillée de feuilles (1906), marque un tournant dans son œuvre en mettant l'accent sur le thème de Dieu, qui était déjà présent dans ses livres précédents mais sous une forme plus « païenne »,. Son retour au catholicisme n'a pas transformé profondément son œuvre. Il l'a rendue plus austère sur certains points — retour à des vers plus classiques sur la forme et abandon de certaines images trop charnelles ou suggestives — mais aussi plus sincère dans sa naïveté selon Michel Décaudin,. Il donne une forme humaine à Dieu, en l'imaginant comme un bon vieillard assis dans un jardin, faisant de lui un modèle d'amour et de simplicité :

« Non. Le bon Dieu n’est pas en haut. Il est en bas.
Il habite dans la petite maison que tu vois
où il y a une fontaine et des œillets sauvages
et un chien qui s’endort aux mouches de l’étable… »

— « Le Poète et l'Oiseau », Le Deuil des Primevères (1901)
Le paradis tel que l'imagine Jammes n'est pas différent de la vie terrestre idéale : il l'imagine comme la continuité de celle-ci, avec les jardins qu'il a connus où il retrouvera ses parents et ses animaux de compagnie.
Sa simplicité se confond avec son sentiment religieux : pour lui, chaque chose est créée par Dieu, qui institue l'harmonie du monde sans qu'il soit besoin de la compliquer. Chaque être ayant selon lui une fonction à laquelle il doit répondre, Jammes prône la vie au rythme des saisons et la complémentarité entre hommes et femmes. Il est très suspicieux vis-à-vis de la modernité, qui rompt selon lui l'harmonie divine, et rejette catégoriquement « l'enfer des villes » et des usines dans La divine douleur (1939) : « L’usine est le désert sans eau, sans air et sans palmes où plane, dans la poussière des vautours, la phtisie. »

#### Le passé et l'exotisme
Jammes a une fascination pour le passé et pense que l'époque romantique, celle de ses grands-parents, aurait été la période idéale pour lui. Ses héroïnes, comme Clara d'Ellébeuse, représentent les compagnes idéales qu'il aurait pu avoir, s'il avait vécu des décennies plus tôt. L'adjectif « vieux » revient très souvent dans ses poèmes, pour décrire les jardins, les parcs, les maisons et leur mobilier, les chemins, les églises, les villages et même les fleurs. Il regrette les moqueries des critiques vis-à-vis de son amour du passé et écrit, dans Le Deuil des Primevères :

« Tu comprendras alors de quel charme je m’enchante,
de quelles vieilles fleurs mon âme est composée,
et pourquoi, dans ma voix, de vieillottes romances
ont l’air, comme un soleil mourant, de se traîner,
pareilles à ces anciens et tristes jeunes gens
dont la mémoire gît dans l’octobre des chambres. »

— « Élégie deuxième », Le Deuil des Primevères (1901)
Il dit parfois sa sensation d'avoir vécu une vie antérieure auprès de ses ancêtres créoles, auxquels il s'intéresse dès son enfance. Les récits d'aventure et d'expéditions nourrissent son image fantasmée des pays lointains, et selon Mallet, « l'importance imprévue de l’exotisme dans une pensée accrochée à son sol natal et l’une des plus originales facettes du jammisme ».

## Distinctions
- Prix Saint-Cricq-Theis, 1912, pour Les Géorgiques chrétiennes, 3 000 FF[113].
- Grand prix de littérature de l'Académie française, 1917, pour l'ensemble de son œuvre, 10 000 FF[113].
- Prix d'Académie, 1938, pour l'ensemble de son œuvre, 20 000 FF[113].

## Liste des œuvres
Liste établie d'après les œuvres référencées par Jacques Le Gall et par la BNF.

### Poésie
- Moi, 1888 (lire en ligne) (manuscrit, non publié)
- Six Sonnets, Orthez, J. Goude-Dumesnil, 1891
- Vers, Orthez, J. Goude-Dumesnil, 1892 (lire sur Wikisource)
- Vers, Orthez, J. Goude-Dumesnil, 1893
- Vers, Paris, Ollendorf, 1894 (lire sur Wikisource)
- Un jour (poème dialogué), Paris, Mercure de France, 1895 (lire sur Wikisource)
- La Naissance du poète (poème dialogué), Bruxelles, Le Coq rouge, 1897 (lire sur Wikisource)
- De l'Angélus de l'aube à l'Angélus du soir, Paris, Mercure de France, 1898 (lire sur Wikisource)
- Quatorze prières, Orthez, Imprimerie Faget, 1898 (lire sur Wikisource)
- La Jeune Fille nue (poème dialogué), Paris, L'Ermitage, 1899 (lire sur Wikisource)
- Le Poète et l'oiseau (poème dialogué), Paris, L'Ermitage, 1900 (lire sur Wikisource)
- Le Deuil des Primevères, Paris, Mercure de France, 1901 (lire sur Wikisource)
- Le Triomphe de la vie : Jean de Noarrieu, suivi de Existences, Paris, Mercure de France, 1902 (lire sur Wikisource)
- Tristesses, Orthez, Imprimerie Faget, 1905
- En Dieu, Paris, Vers et Prose, 1906
- L'Église habillée de feuilles, Paris, Mercure de France, 1906
- Clairières dans le Ciel, Paris, Mercure de France (lire sur Wikisource)
- Poèmes mesurés, Paris, Mercure de France, 1908 (lire sur Wikisource)
- Rayons de miel (Églogues), Paris, Bibliothèque de l'Occident, 1908
- Les Géorgiques chrétiennes, Paris, Mercure de France, 1912 (lire sur Wikisource)
- La Vierge et les Sonnets, Paris, Mercure de France, 1919 (lire sur Wikisource)
- Épitaphes, Paris, Librairie À l'Art Catholique, 1921
- Le Tombeau de Jean de La Fontaine, Paris, Mercure de France, 1921 (lire sur Wikisource)
- Le Premier Livre des Quatrains, Paris, Mercure de France, 1923
- Le Deuxième Livre des Quatrains, Paris, Mercure de France, 1923 (lire sur Wikisource)
- Le Troisième Livre des Quatrains, Paris, Mercure de France, 1924
- Le Quatrième Livre des Quatrains, Paris, Mercure de France, 1925
- Ma France poétique, Paris, Mercure de France, 1926
- Diane (poème dramatique en trois actes), Paris, L'Ermitage, 1928
- L'Alouette, Paris, Gallimard, 1935
- De tout temps à jamais, Paris, Gallimard, 1935
- Sources, Paris, Le Divan, 1936
- Sources et Feux  (posthume), Paris, Mercure de France, 1944
- La Grâce  (posthume), Paris, Lallemand, 1946
- Prends nos vieux souvenirs  (posthume), Paris, Éditions de l'Ancre d'Or, 1948
- Le Poème d'Ironie et d'Amour  (posthume), Paris, Librairie Universelle, 1950
- Le Roman comique d'Oyharçabal et d'América  (posthume), Orthez, Association Francis Jammes, 1988

### Prose
- Notes sur des oasis et sur Alger, Paris, Mercure de France, 1896 (lire sur Wikisource)
- « Un manifeste littéraire de M. Francis Jammes. Le Jammisme », Mercure de France,‎ mars 1897 (lire en ligne)
- Clara d'Ellébeuse ou l'Histoire d'une ancienne jeune fille (nouvelle), Paris, Mercure de France, 1899 (lire sur Wikisource)
- Almaïde d'Étremont ou l'Histoire d'une jeune fille passionnée (nouvelle), Paris, Mercure de France, 1901 (lire sur Wikisource)
- Le Roman du Lièvre, Paris, Mercure de France, 1903 (lire sur Wikisource)
- Pomme d'Anis ou l'Histoire d'une jeune fille infirme (nouvelle), Paris, Mercure de France, 1904
- Pensée des jardins, Paris, Mercure de France, 1906 (lire sur Wikisource)
- Ma fille Bernadette, Paris, Mercure de France, 1910
- Feuilles dans le vent, Paris, Mercure de France, 1913 (lire sur Wikisource)
- Cinq prières pour le temps de la guerre, Paris, Librairie À l'Art Catholique, 1916 (lire sur Wikisource)
- Le Rosaire au soleil (roman), Paris, Mercure de France, 1916
- Monsieur le Curé d'Ozeron (roman), Paris, Mercure de France, 1918
- La Rose à Marie, Paris, Édouard-Joseph, 1919 (lire sur Wikisource)
- La Noël de mes enfants, Paris, Édouard-Joseph, 1919 (lire sur Wikisource)
- Une Vierge (nouvelle), Paris, Édouard-Joseph, 1919 (lire sur Wikisource)
- Le Poète Rustique, suivi de l'Almanach du Poète Rustique, Paris, Mercure de France, 1920
- Mémoires, t. I : De l'âge divin à l'âge ingrat, Paris, Plon-Nourrit, 1921
- Le Bon Dieu chez les enfants, Paris, Plon-Nourrit, 1921 (lire sur Wikisource)
- Le Livre de Saint-Joseph, Paris, Plon-Nourrit, 1921
- Mémoires, t. II : L'Amour, les Muses et la Chasse, Paris, Plon-Nourrit, 1922
- Le Poète et l'Inspiration, Nîmes, A. Gomès, 1922 (lire sur Wikisource)
- Mémoires, t. III : Les Caprices du Poète, Paris, Plon-Nourrit, 1923
- Cloches pour deux mariages (nouvelles), Paris, Mercure de France, 1923 (lire en ligne)
- Brindilles pour rallumer la Foi, Paris, Éditions Spes, 1925
- Les Robinsons basques (roman), Paris, Mercure de France, 1925
- Basses-Pyrénées, histoire naturelle et poétique, Paris, Paul-Émile Frères, coll. « Portrait de la France », 1926
- Trente-six femmes, Paris, Mercure de France, 1926
- Graphologies de Paul Verlaine, Alfred de Vigny, Paul Valéry, Pierre Termier, 1926
- Lavigerie (biographie), Paris, Flammarion, 1927
- Le Rêve franciscain, Paris, Crès, coll. « Collection de l'Adolescence catholique », 1927
- Îles, Lausanne, Mermod, 1928
- Janot poète (roman), Paris, Mercure de France, 1928
- La Divine Douleur, Paris, Bloud & Gay, 1928
- Les Nuits qui me chantent, Paris, Flammarion, 1928
- La Vie de Guy de Fontgalland (biographie), Paris-Lyon, Emmanuel Viette, 1929
- Champêtreries et méditations, Paris, Horizon de France, 1930
- Leçons poétiques (critiques littéraires), Paris, Mercure de France, 1930
- L'Arc-en-ciel des amours, Paris, Bloud & Gay, 1931
- L'École buissonnière ou cours libre de proses choisies (critiques littéraires), Paris, Mercure de France, 1931
- L'Antigyde ou Élie de Nacre (roman), Paris, Mercure de France, 1932
- Pipe, chien (roman), Paris, Mercure de France, 1933
- La Pharmacie du bon Samaritain, Paris, Les Œuvres représentatives, 1934
- Le Crucifix du poète, Paris, Maurice d'Hartoy, 1934
- Dieu, l'âme et le sentiment (choix de proses déjà parues), Paris, Gallimard, 1936
- La Légende de l'aile ou Marie-Élisabeth  (posthume), Uzès, Aux Éditions de la Cigale, 1938
- Saint-Louis  (posthume), Paris, Fernand Sorlot, 1941
- Variations dans un air français  (posthume), Paris, Mercure de France, 1942
- Deux femmes : Mamore, Simone  (posthume), Paris, Daragnès, 1943
- Rappel de la Ville de Bordeaux  (posthume), Bordeaux, Rousseaux Frères, 1943
- Solitude peuplée  (posthume) (conférences), Fribourg, Egloff, 1945
- Heures chrétiennes  (posthume), Paris, La Colombe, 1947
- Mémoires  (posthume), t. IV : Le Patriarche et son troupeau, Paris, Mercure de France, 1948

### Théâtre
- La Mort du poète, 1897 (lire sur Wikisource)
- La Brebis égarée, La Revue hebdomadaire, 1910

### Préfaces rédigées par Jammes
- Léon Bocquet, Albert Samain, sa vie, son œuvre, 1905.
- Colette, Sept dialogues de bêtes, 1905.
- Touny-Lérys, La Pâque des roses, 1909.
- Albert de Bersaucourt, Charles Guérin, 1912.
- Raoul Desjardins, Par-dessus la haie, 1913.
- Paul de Lagor, Fleur de Béarn, 1922.
- J. Chatagnier, Mauvaises têtes mais bons cœurs, 1924.
- Victor Marmoiton, Lucette, 1920-1926, 1927.
- Saint-Floris, Du tropique à l'équateur. M'Bala. Chasses à la grosse bête et impressions vécues, 1930.
- Guy Daval, Le Très Révérend Père Pierre-Baptiste Gimet. Franciscain - 1851-1921. Sa vie, ses vertues, sa doctrine, 1931.
- Dalmas Mouly, L'émouvante prouesse ! Le P. Damien : son apostolat, son héroïsme, son auréole, sa survie, 1934.
- André Fortin, Heureux qui comme Ulysse. Vagabondages à travers le monde, 1934.
- Raoul Luquet, En claire Provence, 1938.
- Alliette Audra, Voix dans le renouveau, 1938.
- Gil Reicher, Au pays des merveilles, 1947.

### Compilations
- Œuvres de Francis Jammes, t. I, Paris, Mercure de France, 1921
- Œuvres de Francis Jammes, t. II, Paris, Mercure de France, 1921 (lire en ligne) La Prière (Chanson de Georges Brassens) y figure dans le recueil L’Église Habillée de Feuilles.
- Œuvres de Francis Jammes, t. III, Paris, Mercure de France, 1923 (lire en ligne)
- Œuvres de Francis Jammes, t. IV, Paris, Mercure de France, 1924
- Œuvres de Francis Jammes, t. V, Paris, Mercure de France, 1924
- Mémoires : De l'Âge divin à l'Âge ingrat – L'Amour, les Muses et la Chasse – Les Caprices du Poète  (préf. Monique Parent), Édition Gascogne, 2003
- Michel Haurie (commentaire) (préf. Michel Décaudin), Francis Jammes. Oeuvre poétique complète, Atlantica, 2006, 1589 p. (ISBN 978-2-84394-944-9)